# Martin Luther King Jr.
Martin Luther King Jr. (nascido Michael King Jr.; Atlanta, 15 de janeiro de 1929 – Memphis, 4 de abril de 1968) foi um pastor batista e ativista político estadunidense que se tornou a figura mais proeminente e líder do movimento dos direitos civis nos Estados Unidos de 1955 até seu assassinato em 1968. King é amplamente conhecido pela aplicação do princípio da desobediência civil e da não violência à luta por direitos políticos, inspirado por suas crenças cristãs e pelo ativismo não violento de Mahatma Gandhi.
King liderou em 1955 o boicote aos ônibus de Montgomery e posteriormente se tornou o primeiro presidente da Conferência da Liderança Cristã do Sul (abreviado em inglês como SCLC). Como presidente da SCLC, ele liderou sem sucesso em 1962 a luta contra a segregação em Albany, e foi um dos participantes que organizaram os protestos não violentos de 1963 em Birmingham. King ajudou na organização da Marcha sobre Washington onde ele ditou seu famoso discurso "Eu Tenho um Sonho" (em inglês: "I Have a Dream") aos pés do Memorial de Lincoln.
Em 14 de outubro de 1964, King ganhou o Prêmio Nobel da Paz por combater o racismo nos Estados Unidos através da resistência não violenta. Em 1965, ele ajudou a organizar as Marchas de Selma a Montgomery. Nos seus últimos anos, ele ampliou seu ativismo contra a pobreza e a Guerra do Vietnã. O diretor do FBI J. Edgar Hoover achava King um radical e fez dele alvo do programa de contrainteligência a partir de 1963. Os agentes do FBI o investigaram por possíveis laços comunistas, ameaçaram tornar público suas supostas relações extraconjugais e o denunciaram para agentes governamentais e, em 1964, mandaram a King uma carta ameaçadora anônima, o qual ele interpretou como uma tentativa de alguém a incentivá-lo a cometer suicídio.
Antes de sua morte, King estava planejando uma ocupação em Washington, D.C., que seria denominada Campanha dos Pobres, quando ele foi assassinado em 4 de abril de 1968, em Memphis. Sua morte causou forte reação e foi seguida por manifestações em várias cidades dos Estados Unidos. Alegações que o assassino convicto de King, James Earl Ray, ter sido coagido ou agido em conjunto com agentes do governo persistiram por décadas após o tiroteio. King foi premiado postumamente com a Medalha Presidencial da Liberdade e a Medalha de Ouro do Congresso. O Dia de Martin Luther King foi estabelecido como feriado em cidades e estados dos Estados Unidos a partir de 1971; o feriado foi promulgado a nível federal por uma legislação assinada pelo presidente Ronald Reagan em 1986. Centenas de estradas nos EUA foram renomeadas em sua honra, e um condado em Washington foi dedicado a ele. O Martin Luther King Jr. Memorial no National Mall em Washington D.C. foi inaugurado em sua homenagem em 2011.

## Primeiros anos e educação

### Nascimento e mudança de nome
King nasceu com o nome de Michael King Jr. em 15 de janeiro de 1929, em Atlanta, Geórgia, sendo o segundo de três filhos do Reverendo Martin Luther King (pai) e Alberta King. A mãe de King o nomeou Michael, o qual está certificado na certidão de nascimento do médico responsável, embora o Senhor King depois declararia que "Michael" foi um erro do próprio médico. A irmã mais velha de King é Christine King Farris e seu irmão mais novo foi A.D King. O avô materno de King foi Adam Daniel Williams, que era pastor na área rural da Geórgia e se mudou para Atlanta em 1893 tornado-se pastor da Igreja Batista Ebenézer no ano seguinte. Williams era descendentes de afro-irlandeses. Ele casou-se com Jannie Celeste Parks, e conceberam a mãe de King, Alberta. Os pais de King Sr. eram parceiros-proprietários: James Albert e Dalia King de Stockbridge. Michael King Sr. e Alberta começaram a namorar em 1918, e se casaram em 25 de novembro de 1926. Até a morte de Jennie em 1941, eles viveram juntos no segundo andar da casa Vitoriana dos pais de King Sr, onde tiveram e criaram seus filhos.
Logo depois de casar-se com Alberta, King Sr. se tornou pastor assistente da Igreja Batista Ebezener. Adam Daniel Williams morreu de um acidente vascular encefálico na primavera de 1931. Naquele outono, King Sr. tomou o lugar de pastor da igreja, que graças ao seu ministério aumentou sua audiência de seiscentos para alguns milhares. Em 1934, a igreja o mandou para uma viagem multimilionária pela Itália, Tunísia, Israel e finalmente Alemanha para o encontro da Baptist World Alliance (BWA). O tour terminou com a visita a lugares de Berlim associados ao líder da reforma protestante Martinho Lutero. Enquanto esteve lá, Michael King Sr. testemunhou a ascensão do nazismo. Em reação a isto, a BWA declarou: "Esse congresso lamenta e condena as violações da lei de Deus, o Pai Celestial, toda a antipatia racial, e toda forma de opressão ou discriminação injusta contra judeus, pessoas de cor, ou contra questões de raça em qualquer parte do mundo". Ele retornou para casa em agosto de 1934, e no mesmo ano começou a chamar a si mesmo de Martin Luther King Sr., e seu filho de Martin Luther King Jr. A certidão de nascimento de King foi alterada para esse nome em 23 de julho de 1957, quando ele tinha 28 anos de idade.

### Infância

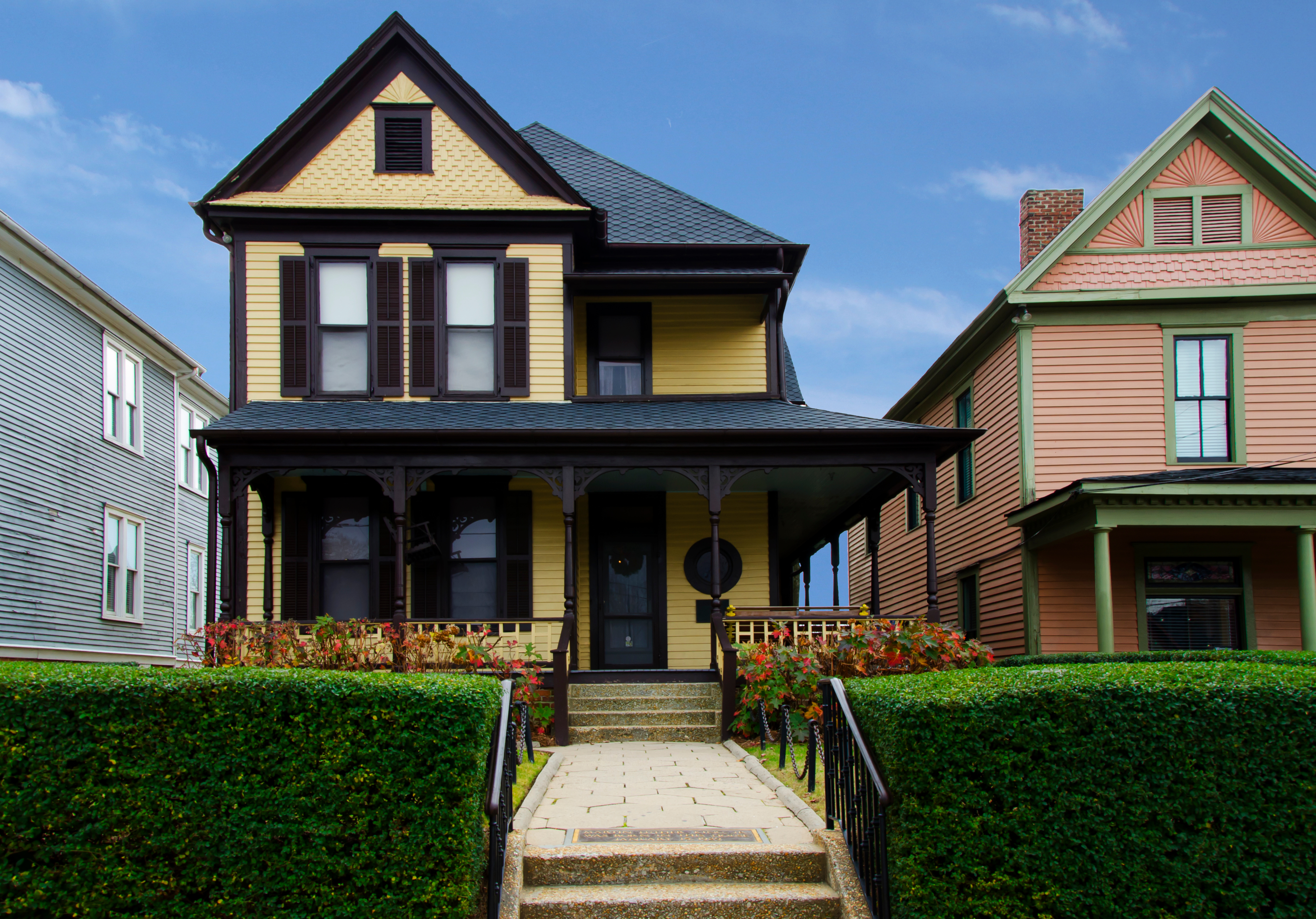
Casa da infância de Martin Luther King Jr. em Atlanta

Na sua casa de infância, King e seus irmãos conseguiam ler a Bíblia em voz alta como instruído por seus pais. Após os jantares, a avó de King Jennie, a qual ele carinhosamente chamava de "Mama", adorava contar histórias bíblicas para seus netos. O pai de King regularmente usava chicotadas para disciplinar seus filhos. Quando isso acontecia, King Sr. também mandava as crianças chicotearem umas as outras. O pai de King depois lembraria: "[King] era a criança mais peculiar para se chicotear independente quando isso acontecia. Ele ficava ali parado, as lágrimas escorriam, mas ele nunca chorava". Uma vez quando King testemunhou seu irmão A.D irritado com sua irmã Christine, ele pegou um telefone e nocauteou A.D com o objeto. Quando ele e seu irmão estavam brincando na casa deles, A.D deslizou de um balaústre e atingiu sua avó Jennie, fazendo-a cair sem resposta. King acreditou que ela estava morta, culpou a si mesmo e tentou suicídio pulando do segundo andar. Sabendo que sua avó estava viva, King levantou e deixou o chão onde tinha caído.
King se tornou amigo de um garoto branco cujo pai tinha uma loja na rua da casa de sua família. Em setembro de 1935, quando os garotos tinham seis anos de idade, eles começaram a ir na escola. King teve que ingressar em uma escola para crianças negras, Younge Street Elementary School, enquanto seu colega foi para uma escola separada, de crianças brancas somente. Logo após isso, os pais do garoto branco o proibiram de brincar com King, dizendo para ele que "nós somos brancos e você é de cor". Quando King falou do acontecido para seus pais, eles tiveram uma longa discussão com ele sobre a história da escravidão e racismo nos Estados Unidos. Depois de aprender sobre o ódio, violência e opressão que os negros sofreram nos EUA, King posteriormente diria que ele estava "determinado a odiar toda pessoa branca". Seus pais o instruíram que era um dever cristão amar a todos.
King testemunhou seu pai combatendo a segregação racial e várias formas de discriminação. Certa ocasião, quando um policial os parou e chamou King Sr. de "garoto", ele respondeu rispidamente que King Jr. era um garoto mas ele era um homem. Quando o pai de King o levou para uma loja de sapatos no centro de Atlanta, o funcionário disse para eles que deveriam sentar no fundo. King Sr. recusou, dizendo que "nós dois ou compraremos os sapatos sentando onde quisermos ou não compraremos sapatos nenhum", antes de sair da loja juntamente com King. Após o episódio, ele disse a King: "eu não ligo quanto tempo tenho que viver com o sistema, jamais o aceitarei". Em 1936, King Sr. levou centenas de afro-americanos em uma marcha civil a prefeitura de Atlanta para protestar contra a discriminação ao direito a voto. King diria mais tarde que King Sr. foi um verdadeiro pai para ele.
King memorizou e cantava hinos, e citava versículos da Bíblia quando tinha cinco anos. No decorrer do ano seguinte, ele começou a ir na igreja com sua mãe e cantar hinos enquanto ela tocava piano. Seu hino favorito para cantar era "Quero ser mais e mais como Jesus". Ele agitava plateias com seus cantos. King mais tarde se tornaria membro do coral de juniores em sua igreja. King apreciava ópera, e tocava piano. Enquanto crescia, ele aprendeu um largo vocabulário com suas leituras de dicionários e consistentemente usava seu aprendizado léxico. King entrava em conflitos físicos com garotos do seu bairro, mas várias vezes utilizava seu discurso para evitar brigas. Ele demonstrou uma falta de interesse em gramática e soletração, uma característica que levaria por toda a vida. Em 1939, King cantou como membro de sua igreja vestido de escravo para uma audiência branca na pré-estreia do filme Gone with the Wind.
Em 18 de maio de 1941, quando King fugiu de seus estudos em casa para assistir um desfile, ele foi informado que algo tinha acontecido com sua avó materna. Ao retornar para casa, King soube que ela sofreu um ataque do coração e morreu enquanto estava sendo levada para o hospital. King sofreu muito com a morte, e acreditou que sua fuga para ver o desfile talvez tenha sido responsável por Deus levar a vida dela. Novamente ele pulou do segundo andar de sua casa, e mais uma vez sobreviveu à tentativa de se matar. Seu pai lhe falou que não deveria se culpar pela morte de sua avó, e que ela tinha sido chamada para casa por Deus como parte de um plano divino o qual não poderia ser mudado. King lutou com a ideia, e não acreditava totalmente que seus pais sabiam onde sua avó tinha ido. Logo após o episódio, o pai de King decidiu mudar a família para uma casa de tijolos de dois andares em uma colina que dava a visão para o centro de Atlanta.

### Adolescência

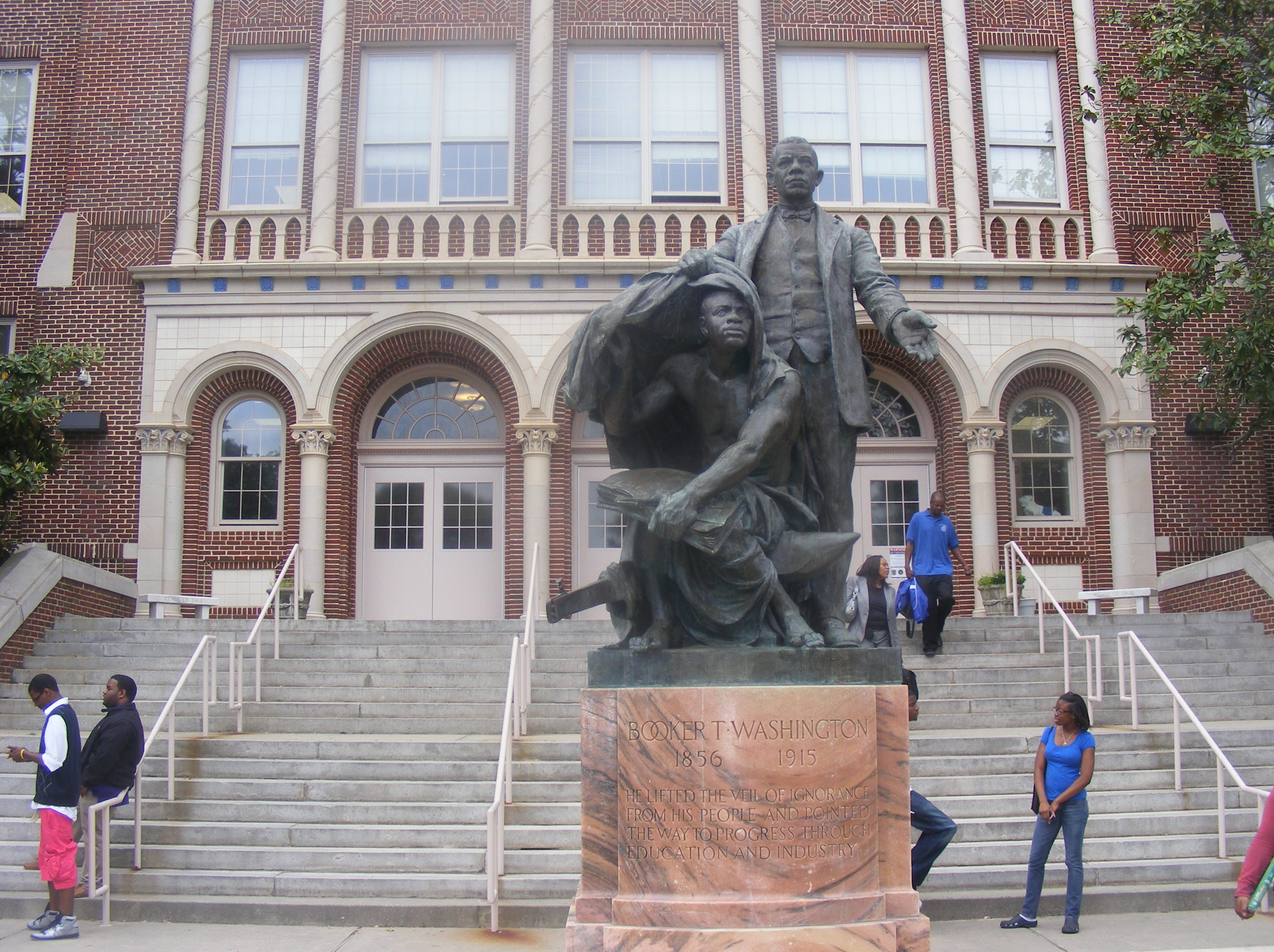
A universidade que King estudou foi homenageada com o nome do educador afro-americano Booker T. Washington

Em seus anos de adolescente, ele inicialmente teve ressentimento contra brancos por causa da "humilhação racial" que ele, sua família e seus vizinhos frequentemente tinham que sofrer no segregado sul. Em 1942, quando King tinha treze anos de idade, ele se tornou o mais jovem gerente assistente de uma estação de entregas do Atlanta Journal. Naquele ano, King pulou o nono grau e entrou na Booker T. Washington High School, a única instituição de ensino médio na cidade para estudantes afro-americanos. Ela foi formada depois que líderes locais negros, incluindo o avô de King (Williams), urgiram para o governo de Atlanta criá-la. King ficou conhecido por suas habilidades em falar em público e fazia parte do clube de debate.
Já no ano de calouro na parte final do ensino médio, ele ganhou seu primeiro prêmio em um concurso de oratória financiado pelo Negro Elks Clubs de Dublin, Geórgia. No caminho para casa até Atlanta de ônibus, ele e seu professor foram ordenados pelo motorista para se levantarem a fim de que passageiros brancos pudessem sentar. King primeiramente recusou, mas depois cedeu após seu professor insistir a ele que estaria desrespeitando a lei caso não se submetesse. Sobre esse incidente, King disse que foi o "momento o qual ele esteve mais irritado em sua vida".
King inicialmente ficou cético sobre muitas alegações do cristianismo. Com treze anos, ele negou a ressurreição física de Jesus durante a escola dominical. Nesse estágio, ele disse: "as dúvidas começaram a brotar implacavelmente". Ele constantemente entrava em situações em que não era capaz de se identificar com a emoção que as pessoas tinham pela igreja, e começou a se preocupar se ele teria para sempre ou não atração pessoal pela religião.

### Morehouse College
Durante o ano de calouro na faculdade de King, a Morehouse College, uma faculdade negra historicamente respeitada, anunciou que aceitaria qualquer estudante calouro que passasse em seu exame. Naquele período, muitos estudantes tinham abandonado os estudos para se alistar na Segunda Guerra Mundial. Por causa disso, a Morehouse estava ansiosa para encher suas salas de aula. Com quinze anos, King passou no exame e entrou na Morehouse. No verão antes do seu último ano nessa instituição, em 1947, um King de dezoito anos decidiu entrar para o ministério. Ele concluiu que a igreja oferecia a maneira mais segura de responder a "um desejo interior de servir a humanidade". Esse "desejo interior" de King começou a se florescer, e ele fez as pazes com a igreja batista, e acreditou que seria um pastor "racional" com sermões de grande força respeitosa, mesmo que fossem para protesto social. Em 1948, King se graduou com 19 anos na Morehouse com um B.A em sociologia.

## Educação e ministério

### Crozer Theological Seminary

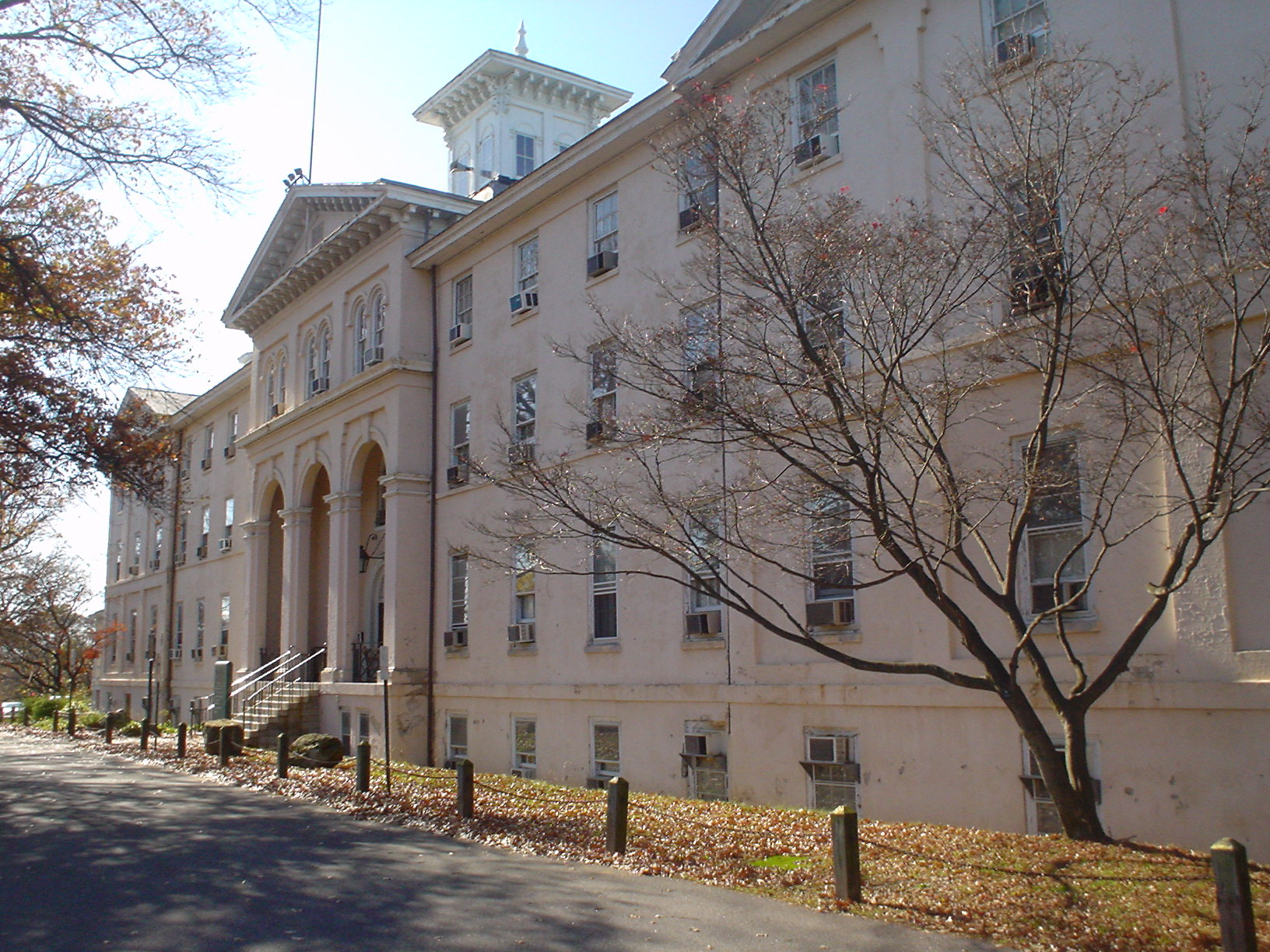
O trabalho de graduação de King foi feito no Crozer Theological Seminary (foto de 2009)

King ingressou no Crozer Theological Seminary em Chester, Pensilvânia. O pai de King deu suporte a sua decisão em continuar sua educação e fez arranjos para King trabalhar com J. Pius Barbour, um amigo da família que era pastor na Calvary Baptist Church em Chester. King se tornou conhecido como um dos "Filhos do Calvário", uma honra compartilhada com William Augustus Jones Jr. e Samuel D. Proctor, os quais ambos se tornaram pregadores bem conhecidos nessa igreja.
Enquanto estudava em Crozer, King juntou-se a Walter McCall, um ex-colega da Morehouse. Em Crozer, King foi eleito presidente do corpo de estudantes. Os estudantes afro-americanos de Crozer conduziam a maior parte de suas ações sociais na Edwards Street. King gostava de ficar na rua porque um colega de classe tinha uma tia que preparava couves para eles enquanto estavam lá, que ambos apreciavam.
Em uma ocasião King reprovou outro estudante por ter cerveja no quarto dele, dizendo que ambos compartilhavam a responsabilidade como afro-americanos de suportar "os deveres da raça negra". Por um tempo, ele ficou interessado no "evangelho social" de Walter Rauschenbusch. No seu terceiro ano em Crozer, King teve um relacionamento amoroso com uma mulher branca filha de um imigrante alemão que trabalhava como cozinheira em uma cafeteria. A mulher esteve comprometida com um professor antes do relacionamento com King. Ele planejou casar com ela, mas seus amigos aconselharam contra a decisão, dizendo que um casamento inter-racial poderia provocar atritos tanto em negros como brancos, e potencialmente atingir suas chances de ser um pastor em uma igreja no sul. Com ressentimentos, King disse a um amigo que ele não poderia imaginar a dor de sua mãe se o casamento ocorresse e terminou com o relacionamento seis meses depois. Ele continuou a ter sentimentos persistentes pela mulher; um amigo chegou a falar: "ele nunca se recuperou". King se graduou com um bacharelado em divindade em 1951.

### Universidade de Boston
King começou seu doutorado em teologia sistemática na Universidade de Boston. Com 25 anos de idade em 1954, King foi consignado como pastor da Dexter Avenue Baptist Church em Montgomery, Alabama. King recebeu seu PhD em 5 de junho de 1955, com uma dissertação (inicialmente supervisionada por Edgar S. Brightman e, com a morte deste último, por Lotan Harold DeWolf) intitulada: "Uma Comparação dos Conceitos de Deus nos pensamentos de Paul Tillich e Henry Nelson Wieman".
Um inquérito acadêmico de outubro de 1991 concluiu que partes do doutorado de King foram plagiados e ele agiu de maneira impropriada a respeito. Entretanto, "apesar desse achado, o comitê da universidade disse que 'ninguém pensa em revogar o doutorado do Dr. King', uma decisão que o painel diz não ter nenhum propósito". O veredito do comitê é de que a dissertação ainda é "inteligente e contribui para a academia". Uma carta está agora anexada a cópia da dissertação de King na biblioteca da universidade, citando várias passagens que foram feitas sem a citação apropriada e apontando as fontes. Há ainda debates significativos interpretando o plágio de King.

### Ministério
De 1954 a 1959, ele foi pastor da Igreja Batista Avenida Dexter em Montgomery, Alabama. De 1960 a 1968, ele foi pastor assistente da Igreja Batista Ebenézer em Atlanta com seu pai. Em 1961, ele deixou a Convenção Batista Nacional, EUA, para formar a Convenção Batista Nacional Progressista com outros pastores.

## Boicote aos ônibus de Montgomery
Em março de 1955, Claudette Colvin — uma garota e estudante negra de quinze anos de Montgomery — recusou em ceder seu lugar no ônibus a um homem branco, violando as leis  Jim Crow e leis locais do sul dos Estados Unidos que reforçavam a segregação racial. King estava no comitê da comunidade afro-americana de Birmingham que analisou o caso; outros membros como E. D. Nixon e Clifford Durr decidiram esperar por um caso melhor para entrar com qualquer movimento porque o incidente envolvia uma menor.
Nove meses depois em 1 de dezembro de 1955, um caso similar ocorreu quando Rosa Parks foi presa por recusar a dar seu lugar no ônibus. Os dois incidentes levaram ao boicote aos ônibus de Montgomery, que foi planejado por Nixon e liderado por King. O boicote durou 385 dias, e a situação ficou tão tensa que a casa de King foi alvo de bombas. King foi preso durante o boicote, que terminou com o caso jurídico distrital de Browder v. Gayle, o qual encerrou com toda a segregação racial nos ônibus de Montgomery. O papel de King no boicote o transformou em uma figura nacionalmente reconhecida e o mais conhecido porta-voz dos direitos civis.

## Conferência da Liderança Cristã do Sul
Em 1957, King, Ralph Abernathy, Fred Shuttlesworth, Joseph Lowery e outros líderes e ativistas civis fundaram a Conferência da Liderança Cristã do Sul (SCLC, em inglês). O grupo foi criado para defender a autoridade moral e organizar o poder das igrejas negras a fim de conduzir protestos não-violentos a serviço da reforma dos direitos civis. O grupo foi inspirado pelas cruzadas do evangelista Billy Graham, que teve amizade com King, como também pelo grupo "In Friendship", fundado por King allies Stanley e Ella Baker. King liderou a SCLC até sua morte. A Peregrinação da Oração pela Liberdade organizada pela SCLC em 1957 foi a primeira vez que King se dirigiu para uma audiência nacional.
Em 20 de setembro de 1958, King estava autografando cópias do seu livro Stride Toward Freedom em um estabelecimento comercial em Harlem quando ele escapou da morte por pouco. Izola Curry, uma mulher negra mentalmente doente a qual pensou que King estava conspirando contra ela juntamente com os comunistas, esfaqueou-o com um abridor de cartas. King necessitou de cirurgia emergencial liderado por três doutores: Aubre de Lambert Maynard, Emil Naclerio e John W. V. Cordice; ele ficou hospitalizado por várias semanas. Curry foi mais tarde considerada mentalmente instável para ser julgada. Em 1959, King publicou um livro curto chamado The Measure of A Man, o qual contém seus sermões "What is Man? e "The Dimensions of a Complete Life". Os sermões argumentam da necessidade do homem por Deus e crítica as injustiças sociais da Civilização Ocidental.
Harry Wachtel se juntou ao assessor legal de King Clarence B. Jones em defesa no caso de difamação de quatro pastores na ação New York Times Co. v. Sullivan; o caso foi pleiteado por causa da propaganda do jornal New York Times, Heed Their Rising Voices. Wachtel financiou um fundo de isenção de taxa para cobrir as despesas da ação e assistir movimentos de não violência civis através de uma maneira mais efetiva de levantamento de dinheiro. A associação foi chamada de "Gandhi Society for Human Rights". King serviu como presidente honorário do grupo. Ele estava descontente com o ritmo que o presidente John F. Kennedy estava lidando com a questão da segregação. Em 1962, King e a Ghandi Society produziram um documento que proclamava ao presidente a seguir os passos de Abraham Lincoln e expedir uma ordem executiva que garantisse os direitos civis para todos, que seria denominada Segunda Proclamação de Emancipação. Kennedy não executou a ordem.

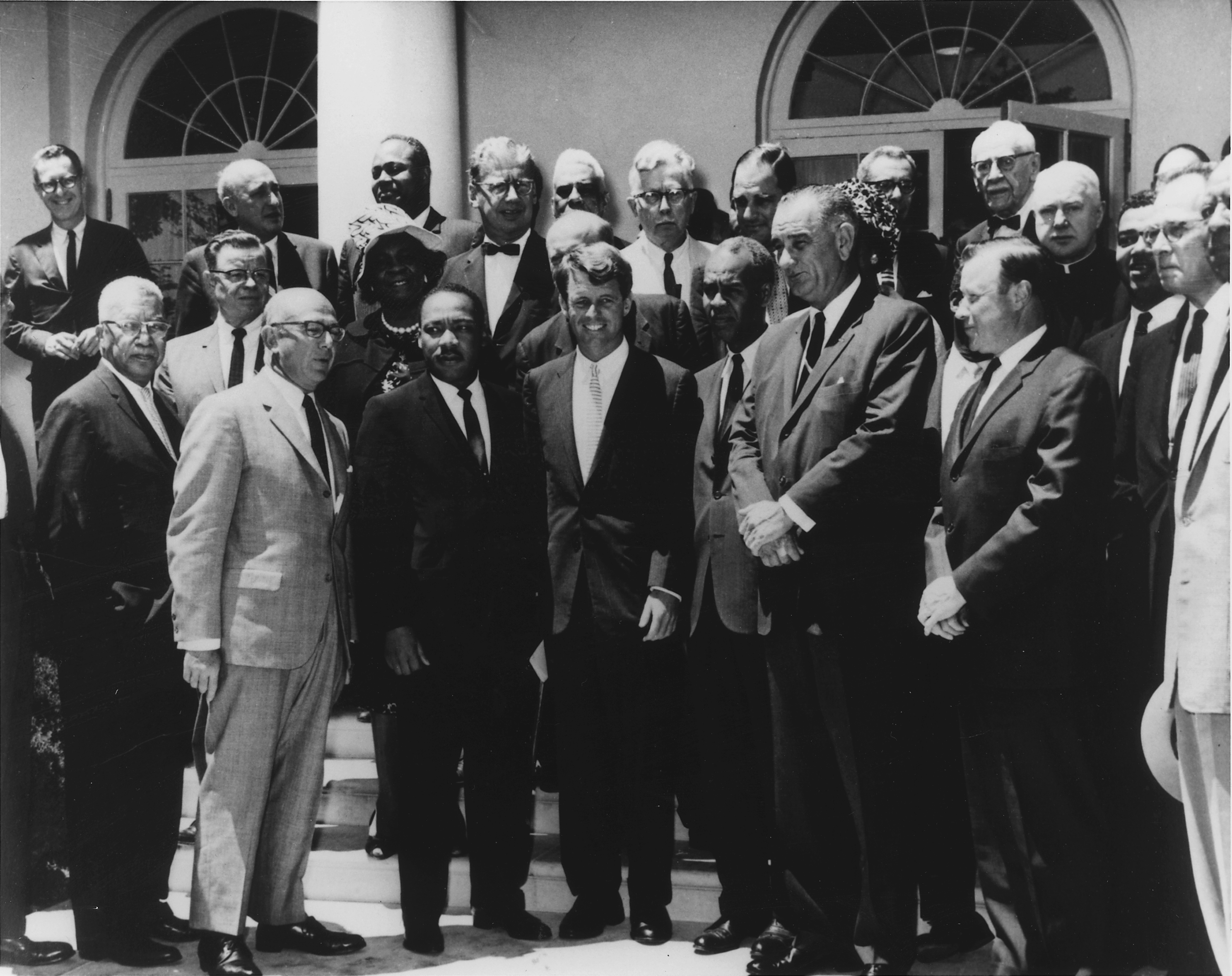
Lyndon B. Johnson e Robert F. Kennedy com líderes dos movimentos civis, 22 de junho de 1963

O FBI estava sob uma diretiva do então procurador geral Robert F. Kennedy quando começou a grampear a linha telefônica de King no outono de 1963. Kennedy estava preocupado que as alegações públicas de laços comunistas na SCLC poderiam ameaçar as iniciativas administrativas dos direitos civis. Ele alertou a King que se dissociasse dessas alegações e depois se sentiu compelido a escrever uma ordem que autorizava o FBI a colocar escutas nos estabelecimentos frequentados por King e outros líderes da SCLC. O diretor do FBI J. Edgar Hoover temeu a luta pelos direitos civis e investigou as alegações de infiltração comunista no movimento. Quando não surgiu nenhuma evidência que corroborasse isto, o FBI usou pistas marginais das gravações nos próximos cinco anos em uma tentativa de forçar King a sair de sua posição de liderança através do programa COINTELPRO.
King acreditava que protestos organizados e não violentos contra a segregação no sul, sustentado pelas leis Jim Crow, poderiam ter uma cobertura considerável da mídia na luta dos negros por igualdade e direito a voto. Os jornais e televisão cobriam diariamente a depravação e indignidades sofridas pelos negros do sul, e a segregação violenta e assédio dos ativistas dos direitos civis produziu um grande ideal favorável da opinião pública pelos negros a qual convenceu a maioria dos estadunidenses que os movimentos dos direitos civis era a questão mais importante nos EUA no início da década de 1960.
King organizou e liderou marchas na luta dos negros pelo direito a voto, contra a segregação, a favor dos direitos trabalhistas e outras conquistas civis básicas. A maioria desses direitos foram com sucesso promulgadas nas leis dos Estados Unidos com a criação da Lei dos Direitos Civis de 1964 e a Lei dos direitos de voto de 1965.
King e a SCLC colocaram em prática muitos dos princípios da esquerda cristã e aplicaram sua tática de não violência com grande sucesso ao estrategicamente escolherem os métodos de protesto e os lugares onde eles seriam realizados. Muitas vezes, havia impasses dramáticos com as autoridades segregacionistas, os quais algumas vezes reagiam violentamente.
King foi criticado por outros líderes negros durante sua participação na luta pelos direitos civis. Um dos motivos foi a oposição dele a grupos negros de maior militância como o Nation of Islam e seu membro Malcolm X. A fundadora do Student Nonviolent Coordinating Committee (SNCC), Ella Baker, considerou King um líder midiático de carisma que perdeu contato com as raízes do movimento a medida que ele ficava mais perto de figuras de elite como Nelson Rockefeller. Stokely Carmichael, um protegido de Baker, tornou-se um separatista e se desentendeu com King e seu projeto de integração racial porque ele considerava um insulto as particularidades da cultura afro-americana.

### Movimento de Albany (1961)
O Movimento de Albany foi uma coalizão formada em Albany, Geórgia, em novembro de 1961. Em dezembro, King e a SCLC ficaram envolvidos. O movimento mobilizou milhares de cidadãos em uma frente ampla de não violência contra qualquer aspecto da segregação na cidade e atraiu atenção nacional. Quando King visitou o lugar pela primeira vez em 15 de dezembro de 1961, ele "planejou ficar um dia ou mais e retornar para casa depois de conselhos aos envolvidos". No dia seguinte ele foi arrastado em um protesto de massa pacífico, e ele recusou deixar o lugar até que a cidade fizesse concessões. Segundo King: "o acordo foi desonrado e violado pelo lugar" após ele ter deixado Albany.
King retornou em julho de 1962 e lhe foi dado duas opções: quarenta e cinco dias na prisão ou uma fiança de 178 dólares (o equivalente a 1 500 dólares em 2019); ele escolheu a prisão. Três dias após sua sentença, o chefe da polícia local Laurie Pritchett discretamente ajudou que a fiança de King fosse paga e ordenou sua soltura. Pessoas que testemunharam a ação disseram: "nós testemunhamos pessoas serem jogadas para fora das banquetas no salão de almoço... expulsas das igrejas... e jogadas na cadeia... Mas essa é a primeira vez que testemunhamos alguém ser jogado para fora da prisão". Posteriormente o King Center descobriu que Billy Graham foi quem ajudou a pagar a fiança de King para tirá-lo da cadeia.
Após quase um ano de intenso ativismo político com poucos resultados tangíveis, o movimento começou a se dissolver. King pediu um descanso de todas as demonstrações e um "Dia da Penitência" para promover a não violência e manter a moral em alta. Divisões na comunidade negra e respostas sagazes e sutis do governo derrotaram qualquer chance do movimento se reerguer. Embora os esforços em Albany acabaram por fornecer lições chaves para King e a militância nacional dos direitos civis, a mídia de todo país foi altamente crítica do papel de King na derrota, e a falta de resposta da SCLC contribuiu para o aumento abismo entre a organização e a mais radical SNCC. Após Albany, King buscou procurar mais campanhas para a SCLC em que ele pudesse controlar as circunstâncias, ao invés de acabar engolido em situações preexistentes.

### Campanha de Birmingham (1963)

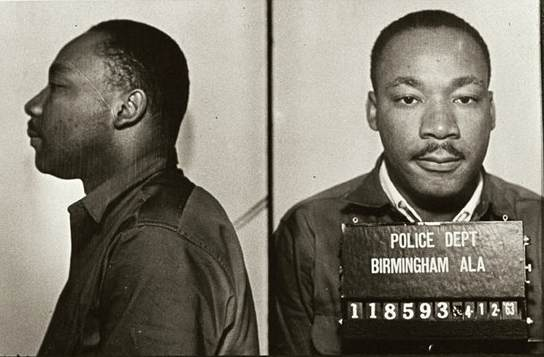
King foi preso em 1963 por protestar contra o tratamento dos negros em Birmingham

Em abril de 1963, a SCLC começou uma campanha contra a segregação racial e injustiça econômica em Birmingham, Alabama. A campanha usou a não violência mas também intencionalmente confrontos táticos, desenvolvidos em parte pelo Reverendo Wyatt Tee Walker. Pessoas negras em Birmingham, organizados pela SCLC, ocuparam espaços públicos com marchas e protestos sentados, violando leis que eles consideravam injustas.
King tinha a intenção de provocar detenções em massa e "criar uma situação tão crítica que inevitavelmente abriria as portas para uma negociação". Os primeiros voluntários da campanha não conseguiram criar tumulto na cidade, ou chamar a atenção da mídia sobre as ações policiais. Sob preocupações e incertezas de um King sem muita orientação, o estrategista da SCLC James Bavel mudou o curso da campanha recrutando crianças e jovens adultos nas demonstrações. Newsweek chamou essa estratégia de "Cruzada das Crianças".

Eu quase atingi a deplorável conclusão que o grande tropeço no passo rumo a liberdade não são os cidadãos brancos ou a Klux Klux Kan, mas os brancos moderados, que são mais devotos a "dar ordens" que seguir a justiça; que preferem uma paz negativa a qual é a ausência de luta do que uma paz positiva que é a presença de justiça; que constantemente dizem: "nós concordamos com o objetivo a qual procura, mas não podemos concordar com seus métodos de ação direta"; que paternalisticamente acreditam que podem interferir na agenda de liberdade de outro homem; que vivem em um conceito mítico de tempo e constantemente aconselham o negro a esperar uma "estação mais conveniente".

—Martin Luther King Jr.
Durante os protestos, o Departamento de Polícia de Birmingham, liderado por Eugene "Bull" Connor, usou jatos de alta pressão e cães de polícia contra quem protestava, incluindo crianças. Gravações da reposta policial foram transmitidas em canais de TV nacionais e dominou a atenção pública dos Estados Unidos, chocando muitos estadunidenses brancos e consolidando o papel dos afro-americanos no movimento. Nem todas as demonstrações foram pacíficas, apesar das intenções de paz confessas da SCLC. Em alguns casos, pessoas atacaram a polícia, que respondeu usando a força. King e a SCLC foram criticados por botar crianças na zona de fogo, mas a campanha foi um sucesso: Connor perdeu seu emprego, as aplicações das leis Jim Crow afrouxaram e lugares públicos se tornaram mais abertos aos negros. A reputação de King cresceu imensamente.
King foi detido e preso no início da campanha — sua décima terceira prisão de vinte nove no total. De sua cela, ele compôs a famosa Carta da Cadeia de Birmingham, a qual respondia a outra carta de oito clérigos brancos locais que defendiam usar medidas legais na luta pela mudança social ao invés de protestos. King argumentou que a crise sobre o racismo era bastante urgente, e o sistema demasiadamente entrincheirado: "Nós sabemos através de experiências dolorosas que a liberdade nunca é voluntariamente dada pelo opressor; precisa ser exigida pelo oprimido". Ele apontou que a Festa do Chá de Boston, um ato de rebelião celebrado nas ex-colônias dos EUA, foi um ato de desobediência civil, e que, inversamente, "tudo que Adolf Hitler fez era 'legal'".

### Selma, Alabama (1964)
Em dezembro de 1964, King e a SCLC finalmente juntaram suas forças com o Student Nonviolent Coordinating Committee em Selma, Alabama, onde a SNCC estava trabalhando na registração de votos por alguns meses. Um juiz local decretou uma injunção que barrou a reunião de três ou mais membros afiliados a SNCC, SCLC, DCVL ou qualquer um dos quarenta e um líderes dos direitos civis. Essa injunção deteve a atividade da luta pelos direitos civis até que King desafiou o juiz ao discursar em Brown Chapel em 2 de janeiro de 1965.

### Nova Iorque (1964)
Em 6 de fevereiro de 1964, King apresentou seu discurso inaugural sobre uma série de palestras começando na The New School chamado "A Crise Racial Americana". Nenhuma gravação de seu discurso foi achado, mas em agosto de 2013, quase 50 anos depois, a escola descobriu uma fita de áudio com 15 minutos de perguntas e respostas que se seguiram a fala de King. Nesse áudio, King se referiu a uma conversa que ele teve com Jawaharlal Nehru a qual ele compara a situação de muitos afro-americanos aos intocáveis da Índia.

## Marcha sobre Washington (1963)

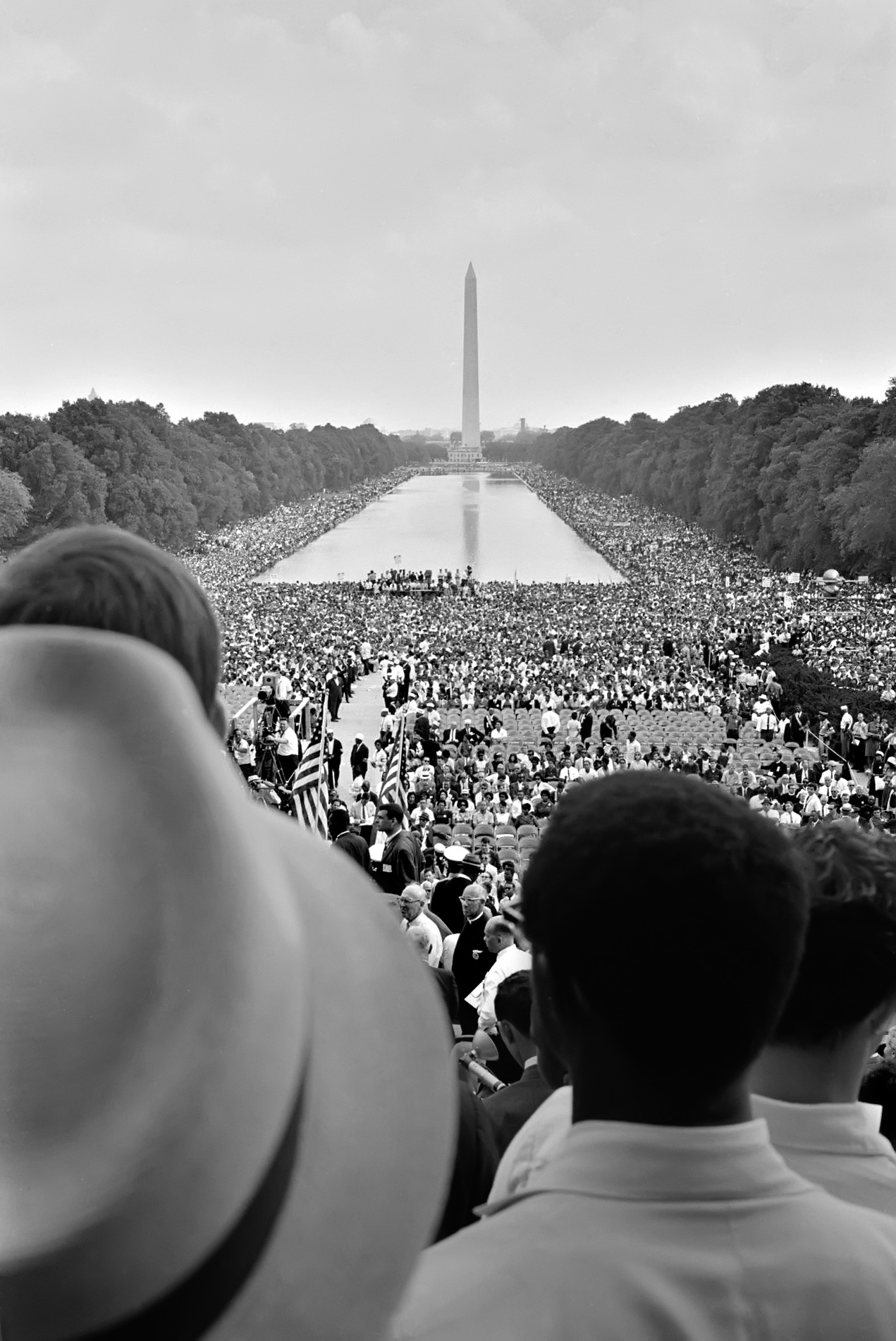
A Marcha sobre Washington por Trabalho e Liberdade, 1963

King, representando a SCLC, estava entre os líderes do grupo chamado "The Big Six", sendo essas as organizações de luta civil que instrumentaram a organização da Marcha sobre Washington por Trabalho e Liberdade, a qual ocorreu em 28 de agosto de 1963. Os outros líderes do "The Big Six" eram Roy Wilkins da National Association for the Advancement of Colored People; Whitney Young, National Urban League; A. Philip Randolph, Brotherhood of Sleeping Car Porters; John Lewis, SNCC; e James L. Farmer Jr. da Congress of Racial Equality.
Bayard Rustin era um dos organizadores do ato. A sua homossexualidade aberta, o seu apoio ao socialismo democrático e antigos laços com o Partido Comunista dos Estados Unidos fez que muitos brancos e afro-americanos pedissem a King que ele se distanciasse de Rustin, algo que ele atendeu. Entretanto, King participou colaborou na Marcha Sobre Washington, a qual Bayard foi o principal organizador estratégico e logístico. Para King, esse papel de Rustin foi outro elemento que levantou controvérsia, pois ele foi uma das figuras chaves que aceitaram os desejos do Presidente dos Estados Unidos John F. Kennedy em mudar o foco da marcha.
Kennedy inicialmente se opôs a marcha pois estava preocupado que poderia impactar negativamente a legislação dos direitos civis. Porém, os organizadores estavam firmes que a marcha iria ocorrer. Com o esquema da marcha prosseguindo, os Kennedys decidiram que era importante assegurar seu sucesso. O Presidente Kennedy estava preocupado que a marcha teria menos de cem mil pessoas, portanto ele pediu a ajuda de igrejas e seus líderes, bem como de Walter Reuther, presidente da United Auto Workers, para que mobilizassem as multidões na causa.
A marcha foi originalmente pensada como um evento para dramatizar a condição desesperada dos negros no sul dos EUA e uma oportunidade em colocar as preocupações dos organizadores e suas queixas diante do símbolo de poder na capital da nação. Os organizadores tinham a intenção de denunciar o governo federal por sua falha em assegurar os direitos civis e segurança física e civil dos trabalhadores negros. O grupo aceitou a pressão e influência do presidente e o evento assumiu um tom muito menos estridente. Como resultado, alguns ativistas civis sentiram a marcha como uma forma imprecisa de "harmonizar" as questões raciais; Malcolm X chamou o evento de a "Farsa de Washington", e a Nation of Islam proibiu seus membros de participarem do ato.

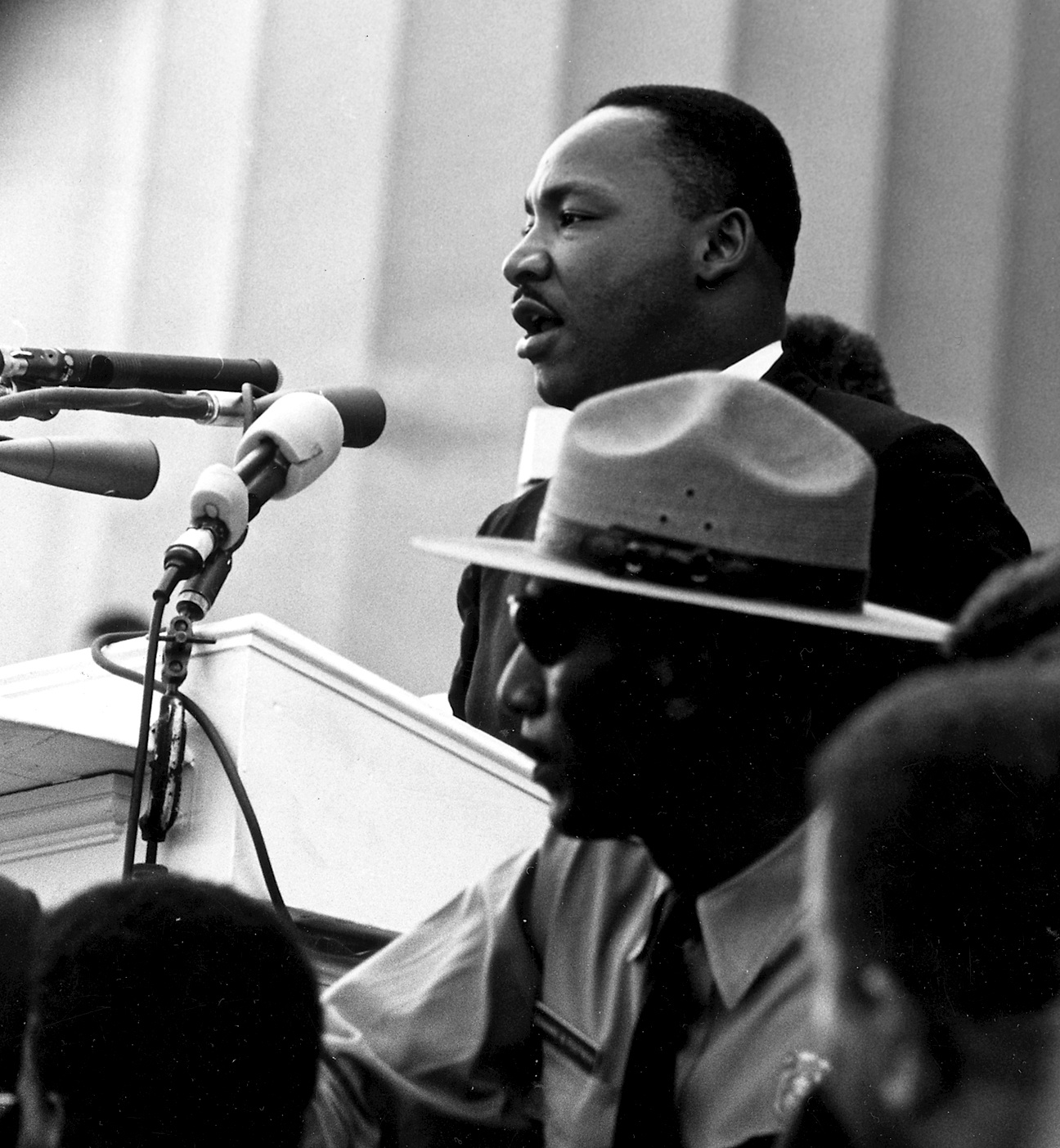
King deu seu mais famoso discurso, "Eu Tenho um Sonho", diante do Lincoln Memorial durante a Marcha sobre Washington por Trabalho e Liberdade de 1963

A marcha fez demandas específicas: o fim da segregação racial em escolas públicas; legislações de direitos civis inclusivas, incluindo uma lei que proibisse a discriminação nos empregos; proteção dos direitos civis dos trabalhadores da brutalidade da polícia; um salário mínimo de dois dólares por hora para todos os trabalhadores (equivalente a dezessete dólares em 2019) e um governo próprio em Washington D.C., que era então governado por um comitê congressional. Apesar das tensões, a marcha foi um grande sucesso. Mais de um quarto de um milhão de pessoas das mais diversas etnicidades foram para o evento, espalhando-se diante dos pés do Lincoln Memorial no National Mall e ao redor da piscina adjacente. Na época, foi a maior demonstração ocorrida na história de Washington D.C.

### Eu Tenho um Sonho
King discursou por dezessete minutos, uma exibição que mais tarde seria conhecida como "Eu Tenho um Sonho" (em inglês: I Have a Dream). Na passagem mais famosa do discurso — a qual ele dispensou o texto pré-preparado, possivelmente por solicitação de Mahalia Jackson, que gritou atrás dele: "conte a eles sobre o sonho!" — King disse:

Eu digo a você hoje, meus amigos, que embora nós enfrentemos as dificuldades de hoje e amanhã. Eu ainda tenho um sonho. É um sonho profundamente enraizado no sonho americano.

Eu tenho um sonho que um dia esta nação se levantará e viverá o verdadeiro significado de sua crença - nós celebraremos estas verdades e elas serão claras para todos, que os homens são criados iguais.

Eu tenho um sonho que um dia, nas colinas vermelhas da Geórgia, os filhos dos ex-escravos e os filhos dos ex-donos de escravos poderão se sentar junto à mesa da fraternidade.

Eu tenho um sonho que um dia, até mesmo o estado do Mississippi, um estado que transpira com o calor da injustiça, que transpira com o calor de opressão, será transformado em um oásis de liberdade e justiça.

Eu tenho um sonho que minhas quatro pequenas crianças viverão um dia em uma nação onde elas não serão julgadas pela cor da pele, mas pelo conteúdo de seu caráter.

Eu tenho um sonho hoje!

Eu tenho um sonho que um dia, lá no Alabama, com seus racistas malignos, com seu governador tendo os seus lábios gotejando palavras de intervenção e negação; nesse justo dia, bem ali no Alabama, meninos negros e meninas negras poderão unir as mãos com meninos brancos e meninas brancas como irmãs e irmãos.

Eu tenho um sonho hoje!— Martin Luther King Jr. 
"Eu Tenho um Sonho" é considerado um dos discursos mais refinados na história da oratória dos Estados Unidos. A marcha, e especialmente a fala de King, ajudou a colocar os direitos civis no topo da prioridade dos reformadores dos EUA e facilitou a implementação da Lei dos Direitos Civis de 1964.
A cópia original do discurso escrita em máquina de escrever, incluindo notas à mão de King, foi descoberta em 1984 sob os pertences de George Raveling, o primeiro treinador de basquete afro-americano da Universidade de Iowa. Em 1963, Raveling, então com 26 anos, estava perto do pódio onde King discursou, e imediatamente após a fala perguntou ao líder civil se poderia ter a cópia do discurso. King aceitou.

## Selma e o "Domingo Sangrento" (1965)

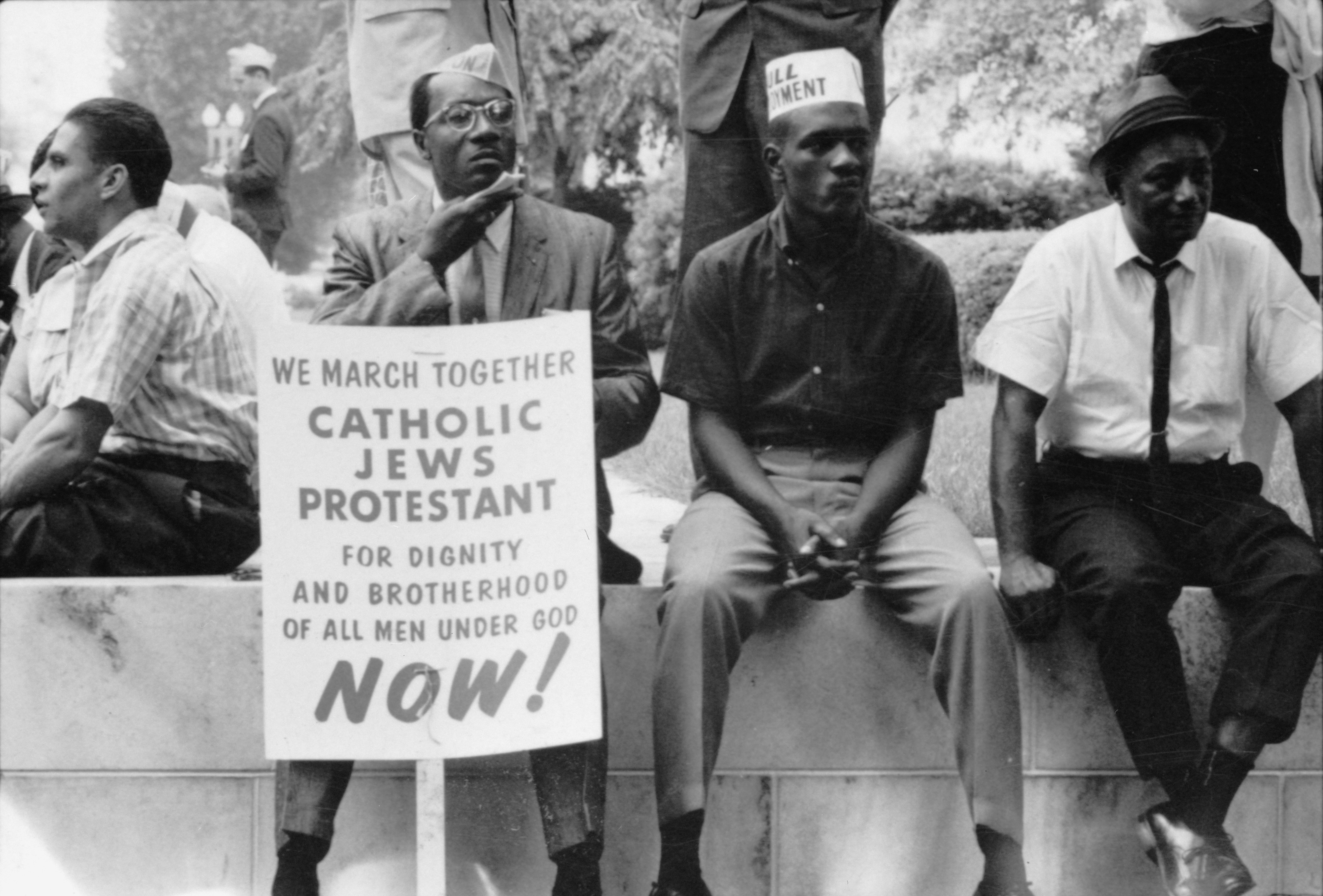
Integrantes das Marchas de Selma a Montgomery, Alabama, em 1965

Depois de uma chamada de James Bevel por uma marcha de Selma até Montgomery, King, Bavel e a SCLC, com uma participação parcial da SNCC, tentaram organizar a marcha para a capital do estado. A primeira tentativa em 3 de março de 1965 foi abortada por causa da violência policial contra os participantes. Esse dia ficou conhecido como Domingo Sangrento e foi um ponto de virada nos esforços em ganhar suporte da opinião pública nos movimentos dos direitos civis. Foi o mais claro ato na época em mostrar o dramático potencial da estratégia da não violência de King. Porém o mesmo não estava presente na ocasião.
Em 5 de Março, King reuniu-se com funcionários da administração de Lyndon B. Johnson para solicitar um processo cautelar contra qualquer ação aos manifestantes. Ele não foi para a marcha por causa de deveres na igreja, mas depois escreveu: "se eu tivesse ideia que as tropas estatais usariam tal tipo de brutalidade que eles acabariam por fazer, eu teria me sentido compelido em desistir de todos os meus deveres na igreja para liderar as linhas". Imagens da brutalidade da polícia contra os manifestantes foram transmitidas extensivamente e causaram injúria nacional.
A próxima tentativa de King de organizar a marcha foi em 9 de março. A SCLC solicitou uma liminar na corte federal contra o estado de Alabama; acabou por ser negada e o juiz ordenou o bloqueio da marcha até depois de uma audiência. Apesar disso, King liderou marchas em 9 de março na Ponte Edmund Pettus em Selma, e então fez uma curta oração antes de se virar para os manifestantes ao redor e pedir a eles para dispersarem a fim de não violar a ordem da corte. O fim inesperado da segunda marcha surpreendeu quem estava ali e irritou muitos que estavam no movimento local. A marcha finalmente foi em frente em 25 de março. Na conclusão do ato diante do capitólio estadual, King fez um discurso que ficaria conhecido como "How Long, Not Long". Nele, King afirmou que os direitos iguais para os afro-americanos não poderiam estar tão distantes, "porque o arco do universo moral é longo, mas pende para a justiça" e "vocês devem colher o que plantam".

## Chicago Freedom Movement (1966)

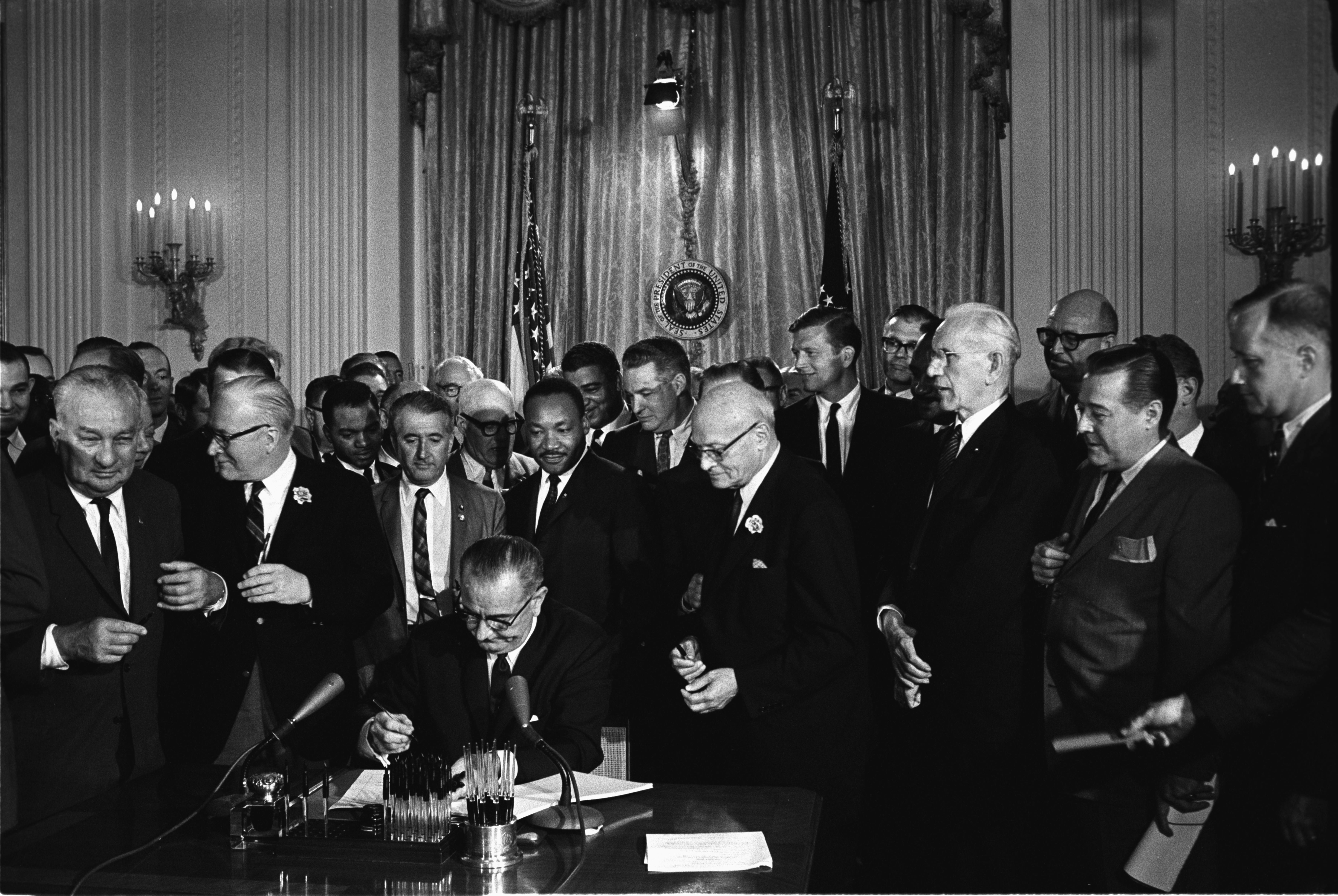
King posicionado atrás do presidente Johnson enquanto ele assina a Lei dos Direitos Civis de 1964

Em 1966, após vários sucessos no sul, King, Bavel e outros da organização dos direitos civis levaram o movimento para o norte, com Chicago sendo o primeiro destino. King e Ralph Abernathy, ambos da classe média, mudaram-se para uma moradia na S. Hamlin Avenue, no subúrbio de North Lawndale no lado oeste de Chicago, como uma experiência educacional e demonstrar um apoio e empatia pelos pobres.
A SCLC formou uma coalizão com a CCCO, Coordinating Council of Community Organizations, uma organização fundada por Albert Raby, e a junção desses dois grupos foi promovida sob a proteção do Chicago Freedom Movement. Durante aquela primavera, vários casais de brancos e negros foram segregados de maneira velada por corretores imobiliários, os quais aconselhavam os clientes a comprar casas em bairros específicos com base na etnia.  Casos assim se multiplicaram, e várias marchas foram planejadas e executadas.

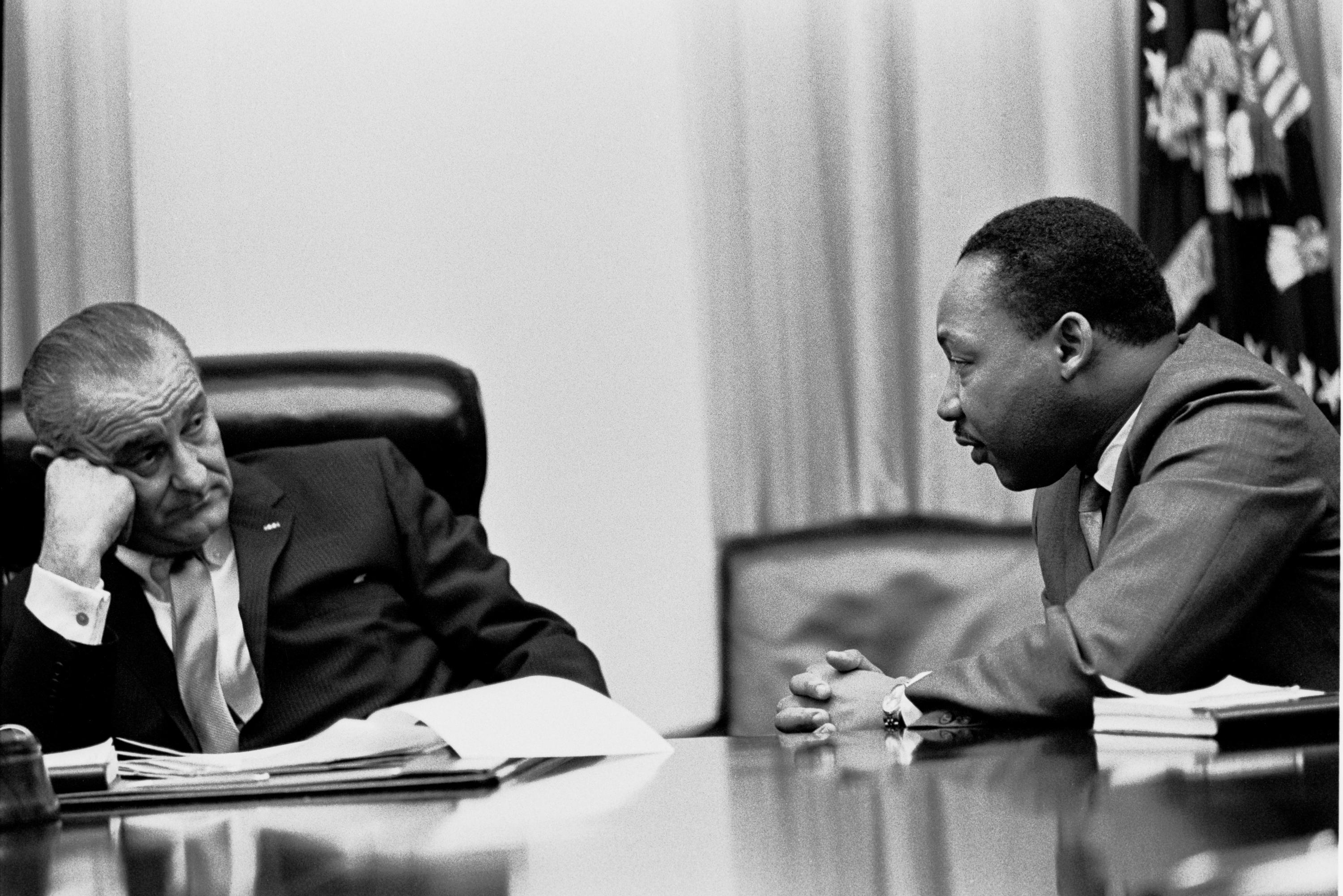
O presidente Lyndon B. Johnson com Martin Luther King no gabinete da Casa Branca, 1966

King depois apontou que o movimento recebeu uma recepção pior em Chicago do que no sul. As marchas, especialmente uma em Marquette Park em 5 de agosto de 1966, foram recebidos por garrafadas e gritos das multidões. Revoltas em consequência da recepção pareciam bem possíveis. As crenças de King entraram em conflito com a possibilidade de eventos violentos, e ele negociou um acordo com o prefeito de Chicago Richard J. Daley para cancelar os atos a fim de evitar a violência que ele temia que pudesse ocorrer. King foi atingido por um tijolo durante uma das marchas, mas ele continuou apesar dos potenciais perigos.
Quando King e seus aliados retornaram para o sul, eles deixaram um jovem estudante seminarista que previamente tinha ingressado no movimento do sul, Jesse Jackson, no cargo da organização. Jackson continuou na batalha por direitos civis ao organizar a Operation Breadbasket, que mirava cadeias de lojas que não agiam justamente com os negros.
Um documento da CIA de 1967 e desclassificado em 2017 minimiza o papel de King na "militância negra" em Chicago, citando uma fonte a qual afirma que King "buscou ao menos projetos positivos e construtivos" na situação.

## Posicionamento contra a Guerra do Vietnã
O governo dos EUA é o maior perpetuador de violência no Mundo hoje.

—Martin Luther King Jr.

Nós devemos reconhecer que não podemos resolver nossos problemas agora até ocorrer uma redistribuição radical do poder político e econômico... isto significa uma revolução de valores e outras coisas. Nós devemos ver agora que as maldades do racismo, a exploração econômica e o militarismo estão todos conectados... você realmente não pode se livrar de um sem se livrar dos outros... toda a estrutura da vida dos estadunidenses deve ser mudada. O nosso país é uma nação hipócrita e [nós] devemos botar [nossa] própria casa em ordem.

—Martin Luther King Jr.
King já era contra o envolvimento dos EUA na Guerra do Vietnã, mas em um primeiro momento evitou o assunto em falas públicas para não gerar conflitos nos objetivos dos direitos civis que poderiam ser criticados pelo presidente Johnson. Entretanto com a posição pacifista do antigo membro da SCLC e agora líder do National Mobilization Committee to End the War in Vietnam, James Bavel, e inspirado pela franqueza de Muhammad Ali no movimento para acabar com a guerra, King eventualmente concordou em publicamente ir de contra o conflito à medida que a oposição contra ela estava crescendo entre a população estadunidense.
Em 4 de abril de 1967, em uma aparição na Igreja de Riverside em Nova Iorque — exatamente um ano antes de sua morte — King apresentou um discurso intitulado "Beyond Vietnam: A Time to Break Silence". Ele falou fortemente contra o papel dos EUA na guerra, argumentando que o país estava no Vietnã "para ocupá-lo como se fosse uma colônia" e chamou o governo dos EUA de "o maior perpetuador de violência do mundo hoje". Ele conectou a guerra com a injustiça econômica, argumentando que o país necessitava de uma séria mudança moral:
Uma verdadeira revolução de valores logo será vista como difícil no gritante contraste entre a pobreza e a riqueza. Com a indignação certa, será observada através dos oceanos e vamos ver os indivíduos capitalistas da civilização ocidental investindo grandes quantidades de dinheiro na Ásia, África e América do Sul, apenas para ter lucro sem qualquer preocupação com o bem social, e diremos:"Isso não é justo". 
King se opôs à Guerra do Vietnã porque custou vários recursos e dinheiro que poderiam ser investidos em questões sociais domésticas. O Congresso dos Estados Unidos estava gastando mais e mais em aparatos militares e cada vez menos em programas antipobreza ao mesmo tempo. Ele sintetizou o assunto dizendo: "Uma nação que continua ano após ano gastando mais dinheiro no setor militar que em programas de mudanças sociais se aproxima da morte espiritual". King afirmou que o Vietnã do Norte "não começou a mandar qualquer grande quantidade de suprimentos ou homens até as forças dos EUA chegaram em dezenas de milhares", e acusou o país de ter matado milhões de vietnamitas, "a maioria crianças". King também criticou a oposição estadunidense contra as reformas agrárias do Vietnã do Norte.
A oposição de King custou a ele uma perda significativa de apoiadores brancos, incluindo o presidente Johnson, Billy Graham, líderes da união e editoras poderosas. "A imprensa está se empilhando contra mim", King disse, que reclamou dos dois pesos e duas medidas que aplaudia a não violência no próprio país, mas que incentivava o horrendo quando se dirigia "contra as pequenas crianças vietnamitas". A revista Life chamou sua declaração de uma "calunia demagógica que parecia como um script para a Rádio Hanói", e o The Washington Post declarou que King tinha "reduzido sua utilidade para sua causa, seu país e seu povo".

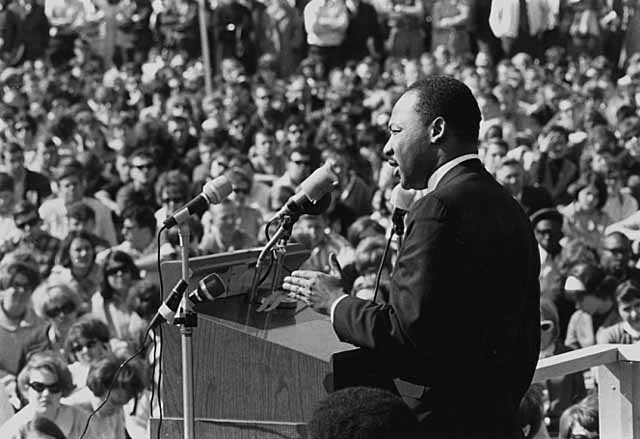
King discursando para um comício antiguerra do Vietnã na Universidade do Minnesota, em 27 de abril de 1967

A fala "Beyond Vietnam" refletiu a evolução da defesa política de King nos seus últimos anos, algo paralelo aos ensinamentos do progressista Highlander Research and Education Center, o qual King era afiliado. King começou a falar de uma necessidade por mudanças fundamentais na vida política e econômica da nação, e mais frequentemente expressou sua oposição contra a guerra e seu desejo em ver uma redistribuição de recursos para corrigir injustiças raciais e econômicas. Ele se precaveu em não dizer todos esses sentimentos para o público com o intuito de não ser ligado ao comunismo por seus inimigos, mas na esfera privada ele algumas vezes afirmou seu apoio ao socialismo democrático.
Em 1952, em uma carta para Coretta Scott, ele escreveu: "Eu imagino que você já saiba que eu sou muito mais socialista em minha teoria econômica que capitalista...". Em um discurso, King afirmou que "algo está errado como o capitalismo" e clamou: "deve existir uma melhor forma de distribuição de riquezas, e talvez os estadunidenses devam ir de encontro com o socialismo democrático". King leu Marx enquanto esteve na Morehouse, mas enquanto ele rejeitava o "capitalismo tradicional", ele também rejeitava o comunismo por causa de sua "interpretação materialista da história" a qual negava a religião, seu "relativismo ético" e seu "autoritarismo político".
King afirmou em "Beyond Vietnam" que a "verdadeira compaixão é mais que dar uma moeda para um mendigo... verifica-se que uma estrutura social que produz pessoas em situação de rua precisa de reestruturação". King citou um oficial estadunidense o qual disse que do Vietnã até a América Latina, o país estava "no lado errado da revolução mundial". Ele condenou a "aliança dos EUA com a nobreza desopilada da América Latina", e disse que o país deveria dar suporte "aos indivíduos descamisados e descalços" no terceiro mundo ao invés de suprimir a tentativa deles de revolução.
A posição de King sobre o Vietnã encorajou Allard K. Lowenstein, William Sloane Coffin e Norman Thomas, com o apoio de democratas antiguerra, a tentarem persuadir King a se eleger contra o presidente Johnson na eleição presidencial em 1968. King agradeceu mas decidiu por fim em recusar a proposta sob a justificativa que ele se sentia desconfortável com a política e considerava a si mesmo melhor colocado por seu papel como ativista.
Em 15 de abril de 1967, King participou e discursou em uma marcha contra a guerra que começou no Central Park em Manhattan até a sede das Nações Unidas. A marcha foi organizada pela Spring Mobilization Committee to End the War in Vietnam e foi iniciada pelo seu presidente James Bavel. Nas Nações Unidas, King levantou questões dos direitos civis:
Não tenho urgência em juntar os movimentos dos direitos civis com os de paz. Há pessoas que vêm a moral imperativa da igualdade, mas não conseguem ver a moral imperativa de uma irmandade global. Eu gostaria de ver o mesmo fervor do movimento dos direitos civis impregnado também na luta pela paz para dar um ânimo neste movimento com grande energia. E eu acredito que todo mundo tem o dever em estar tanto no movimento dos direitos civis quanto no de paz. Mas para aqueles que escolherem apenas um, eu tenho esperança que eles finalmente irão ver a raiz comum dos dois.
Vendo uma oportunidade em unir os ativistas dos direitos civis com dos pacifistas, Bavel convenceu King a ficar cada vez mais ativo nos esforços antiguerra. Apesar de sua exposição pública cada vez maior contra a Guerra do Vietnã, King não participou da cultura hippie que se desenvolveu no movimento antiguerra. Em sua Conferências Massey de 1967, King afirmou:
A importância dos hippies não está em seus comportamentos não convencionais, mas no fato que centenas de milhares de jovens , em seu escape da realidade, estão expressando um profundo descrédito da sociedade que eles foram criados.
Em janeiro de 1968, King chamou por uma grande marcha em Washington contra "uma das mais cruéis e insensíveis guerras da história":
Nós precisamos deixar claro nesse ano político, para os congressistas de ambos os lados e para o presidente dos Estados Unidos, que não iremos tolerar, não iremos mais votar em homens que continuam a ver as mortes de vietnamitas e estadunideses como a melhor forma de atingir os objetivos de liberdade e autodeterminação no sul da Ásia.

### Correspondência com Thích Nhất Hạnh
Thích Nhất Hạnh foi um influente budista vietnamita que ensinou na Universidade de Princeton e na Universidade Columbia. Ele escreveu uma carta para Martin Luther King jr. intitulada: "Em Busca do Inimigo do Homem". Foi durante sua estadia nos EUA em 1966 que Thích Nhất Hạnh conheceu King e urgiu que ele denunciasse publicamente a Guerra do Vietnã. Em 1967, King deu seu famoso discurso na Igreja de Riverside em Nova Iorque, sua primeira fala questionando o envolvimento dos EUA na guerra. Posteriormente naquele ano, King nomeou Nhất Hạnh para o Nobel da Paz de 1967. Em sua nomeação King disse: "Eu não conheço pessoalmente mais ninguém mais digno do [prêmio] do que esse gentil monge do Vietnã. Suas ideias de paz, caso aplicadas, poderiam construir um monumento para o ecumenismo, para a irmandade mundial e para a humanidade.

## Campanha dos Pobres (1968)

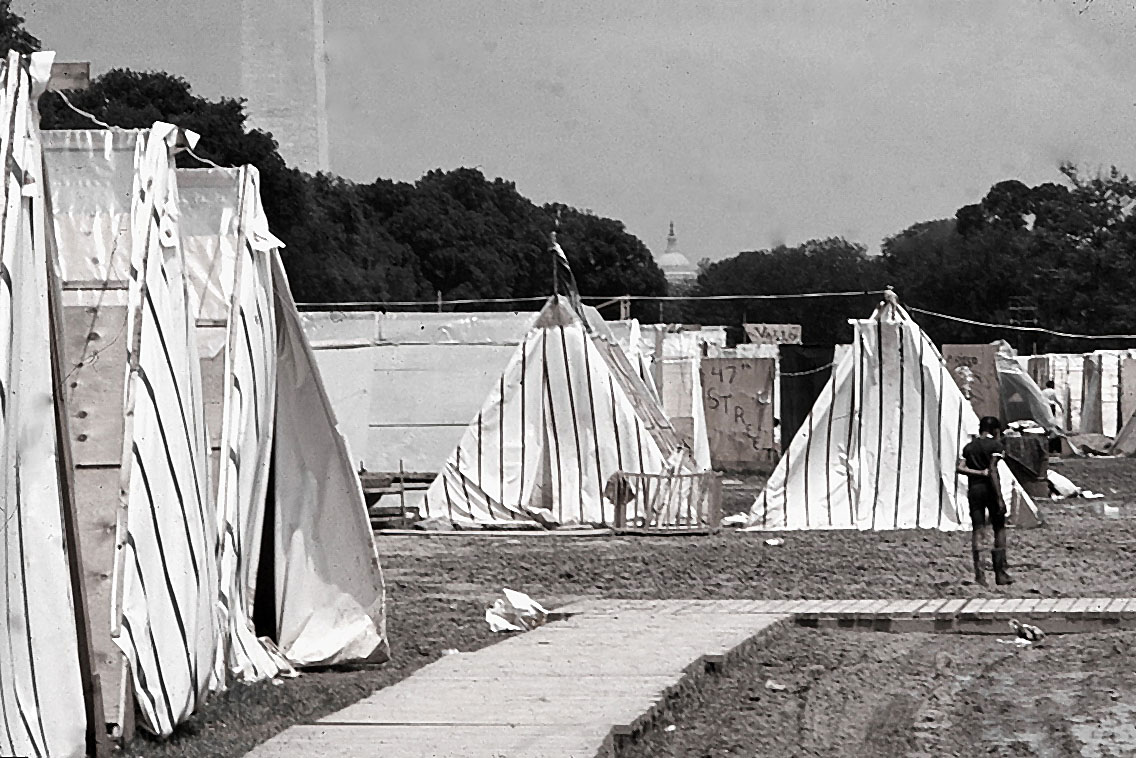
Barracos montados em Washington D.C. com o objetivo de protestar contra as condições econômicas dos EUA como parte da Campanha dos Pobres

Em 1968, King e a SCLC organizaram a "Campanha dos Pobres" para lidar com as questões da injustiça econômica. King viajou pelo país unir "um exército multirracial dos pobres" que marcharia em Washington par atuar em uma desobediência civil não violenta no Capitólio até que o Congresso criasse uma "declaração de direitos econômicos" para os estadunidenses pobres.
A campanha foi antecedida pelo livro final de King, Where Do We Go from Here: Chaos or Community?, que sustenta suas visões de como resolver as questões sociais de pobreza. King fez citações ao livro de Henry George, Progress and Poverty, com o objetivo particular de dar suporte a garantia de renda básica.
King e a SCLC exigiram que o governo investisse na reconstrução das cidades estadunidenses. Ele sentiu que o Congresso tinha mostrado "hostilidade aos pobres" ao gastar "fundos militares com entusiasmo e generosidade". King contrastou esse panorama com a situação enfrentada pelos cidadãos dos EUA pobres, reivindicando que o Congresso tinha apenas providenciado "fundos contra a pobreza com avareza". Sua visão pela mudança era mais revolucionária que apenas querer a mera reforma: ele citou os erros sistemáticos do "racismo, pobreza, militarismo e materialismo", e argumentou que "a reconstrução da sociedade em si é a verdadeira questão a ser enfrentada".
A Campanha dos Pobres foi controversa até mesmo dentro do movimento dos direitos civis. Rustin abandonou suas obrigações na marcha, afirmando que os objetivos da campanha eram genéricos demais, que as demandas eram irrealizáveis e que a campanha poderia acelerar a repercussão negativa e repressão aos pobres e negros.

### Após a morte de King
O plano de montar um assentamento irregular em Washington D.C. foi levado em frente mesmo após o assassinato de King em 4 de abril. Críticas ao plano de King foram amenizadas depois de sua morte, e a SCLC recebeu uma quantidade de doações sem precedente com o objetivo de realizar a campanha. Ela começou oficialmente em 2 de maio, no hotel em que King foi morto. Milhares de manifestantes se concentraram no National Mall e ficaram por seis semanas, estabelecendo um acampamento a qual eles chamaram de "Cidade da Ressurreição".

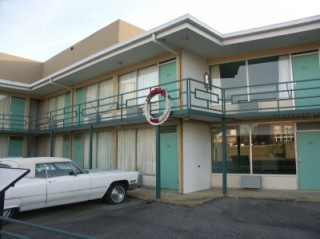
O Lorraine Motel, lugar onde King foi assassinado, hoje o Museu Nacional dos Direitos Civis

## Assassinato e consequências
Em 29 de março de 1968, King foi para Memphis, Tennessee, para dar apoio a funcionários negros de obras públicas, que eram representados pelo American Federation of State, County and Municipal Employees. Os trabalhadores estavam em greve desde o dia 12 de março por salários melhores e tratamentos justos. Em um incidente, funcionários negros receberam o pagamento de apenas duas horas quando tinham trabalhado integralmente, enquanto funcionários brancos receberam o dinheiro de trabalho de um dia inteiro.
Em 3 de abril, King dirigiu um comício e disse para a multidão a fala "Estive no topo da montanha", dito no Templo Mason, a sede mundial da Igreja de Deus em Cristo. O voo de King até Memphis foi atrasado por causa de uma ameaça de bomba contra seu avião. Em um profético discurso na última fala pública de sua vida, em referência a ameaça de bomba, King disse o seguinte:
E então cheguei a Memphis. E alguns começaram a falar sobre as ameaças, ou falar sobre as ameaças externas. O que aconteceria comigo diante do perigo de alguns brancos doentes mentalmente? Bem, eu não sei o que acontecerá agora. Nós tivemos alguns dias difíceis pela frente. Mas não me importo com isso agora. Porque eu estive no topo da montanha. E eu não dou a mínima. Como qualquer um, eu gostaria de viver uma vida longa. A longevidade tem seu lugar. Mas eu não estou preocupado com isto agora. Eu quero apenas fazer o desejo de Deus. E ele permitiu-me ir no topo da montanha. E eu olhei ao redor. E avistei a terra prometida. Talvez eu não fique com você lá. Mas eu quero que você saiba esta noite, que nós, como povo, chegaremos a terra prometida. Então estou feliz esta noite. Não estou preocupado por nenhuma coisa. Não temo nenhum homem. Meus olhos viram a glória da vinda do Senhor.
King estava hospedado no quarto 306 do Lorraine Motel (cujo dono era Walter Bailey) em Memphis. Abernathy, a qual estava presente no assassinato, testemunhou no Comitê Seletivo da Casa dos Estados Unidos sobre Assassinatos que King e sua comitiva ficavam no quarto 306 de maneira tão frequente que o aposento é agora conhecido como "suíte King-Abernathy". De acordo com Jesse Jackson, o qual estava presente no fatídico ato, as últimas palavras de King antes de ser morto foram dirigidas ao músico Ben Branch, que tinha agendado uma performance naquela noite no evento que King estava participando. King disse: "Ben, garanta-se que você toque Take My Hand, Precious Lord no encontro de hoje mais tarde. Toque de maneira realmente bonita".
King levou um tiro fatal dado por James Earl Ray às 18h01, no dia 4 de abril de 1968, enquanto ele estava no segundo andar do motel. A bala perfurou sua bochecha direita, esmagando a mandíbula para então chegar na medula espinhal e se alojar no ombro. Abernathy escutou o tiro de dentro do motel e correu para o andar achando King no chão. Jackson afirmou que após o disparo ele deu assistência a King, mas essa versão é contestada por outros colegas; Jackson mais tarde mudaria seu testemunho dizendo que ele apenas alcançou o andar onde King estava.
Após uma cirurgia de emergência, King morreu no St. Joseph's Hospital às 19h05. De acordo com seu biógrafo Taylor Branch, a autópsia de King revelou que embora ele tivesse apenas 39 anos quando morreu, ele "tinha um coração de uma pessoa de 60 anos", a qual Branch atribuiu ao estresse dos treze anos de luta no movimento dos direitos civis. King foi enterrado no Martin Luther King, Jr., National Historic Site.

### Consequências

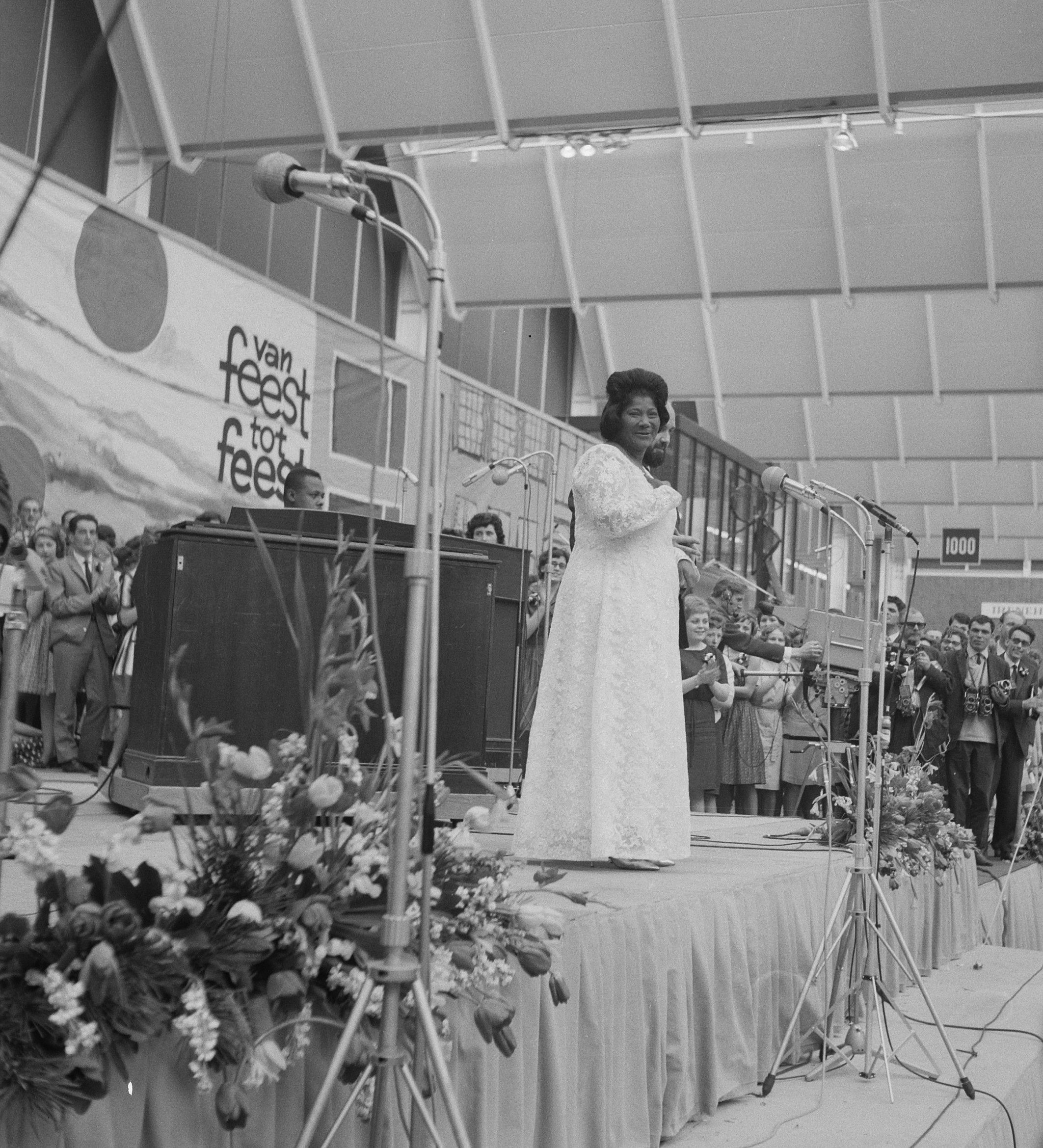
Mahalia Jackson cantando em um festival de música em 1964 com um longo vestido branco

O assassinato levou a uma onda de revoltas em Washington D.C., Chicago, Baltimore, Kansas City e em dezenas de outras cidades dos EUA. O candidato a presidência Robert F. Kennedy estava a caminho de Indianápolis para um comício de campanha quando foi informado da morte de King. Ele deu um curto discurso improvisado para sua multidão de apoiadores os informando sobre a tragédia e urgindo para continuar o ideal de King de não violência. No dia seguinte, ele deu um discurso preparado em Cleveland. James Farmer Jr. e outros líderes civis também pediram pela ação não violenta ao invés das agitações que estavam ocorrendo, enquanto o militante Stokely Carmichael pediu uma resposta mais dura. A cidade de Memphis rapidamente conseguiu resultados positivos para os trabalhadores em decorrência das revoltas.
O presidente Lyndon B. Johnson declarou 7 de abril como dia de luto nacional em homenagem ao líder civil. O vice-presidente Hubert Humphrey participou do funeral de King em nome do presidente, em receio que a presença de Johnson pudesse causar protestos e até violência. Como pedido pela viúva de King, o último sermão dele foi reproduzido em seu funeral na Igreja Batista Ebenezer, através de uma gravação de 4 de fevereiro de 1968. Neste sermão, King pediu que em seu funeral não tivesse menção aos seus prêmios e honrarias, e que fosse dito que ele tentou "alimentar os famintos", "vestir os desnudos", "estar certo na questão da guerra [do Vietnã]" e "amar e servir a humanidade".
A grande amiga de King, Mahalia Jackson, cantou seu hino favorito "Take My Hand, Precious Lord" no funeral.
Dois meses depois da morte de King, James Earl Ray, o qual tinha fugido de uma prisão anterior, foi capturado no Aeroporto de Londres-Heathrow enquanto tentava fugir da Inglaterra com um passaporte canadense falso. Seu objetivo era chegar na Rodésia, um estado não reconhecido governado por brancos. Ray foi rapidamente extraditado para o Tennessee e julgado pelo assassinato de King. Ele confessou o ato em 10 de março de 1969, embora tenha retratado essa declaração três dias depois. Seguindo o conselho de seu advogado Percy Foreman, Ray definitivamente se declarou culpado para evitar a pena de morte por julgamento. Ele recebeu uma sentença de 99 anos de prisão. Ray passou o resto de sua vida tentando, sem sucesso, em retirar sua acusação de culpado e ter um processo de julgamento o qual nunca teve. Ele morreu em 1998 com 70 anos.

### Alegações de conspiração

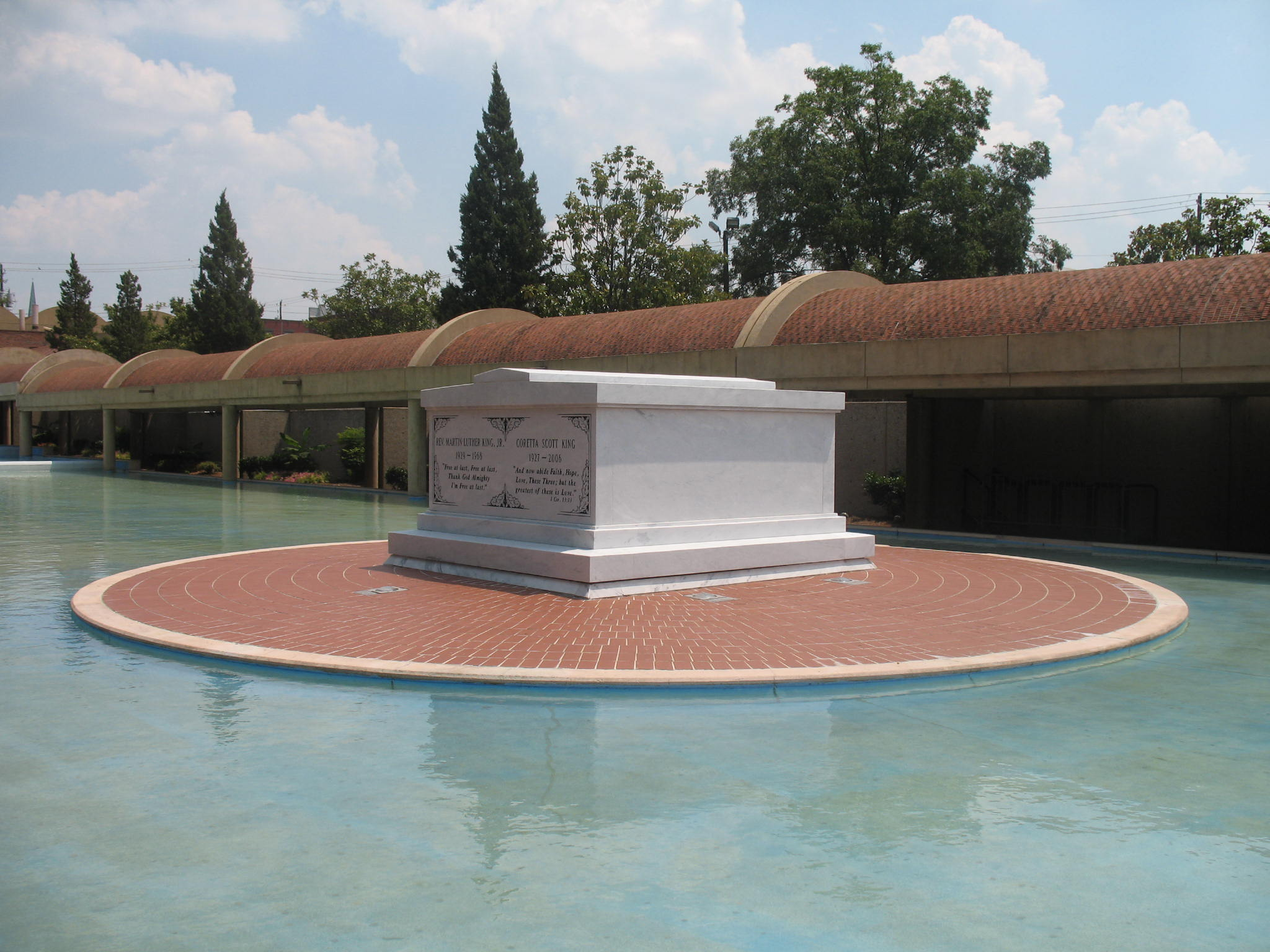
O sarcófago de Martin Luther King e Coretta Scott King no Martin Luther King, Jr., National Historic Site em Atlanta, Geórgia

Os advogados de Ray usaram tática de alegar que ele era um bode expiatório para ocultar os reais culpados, da mesma forma que Lee Harvey Oswald teria sido usado para encobrir os verdadeiros homicidas do assassinato de John F. Kennedy de acordo com teóricos da conspiração. Defensores dessa alegação dizem que as confissões de Ray foram feitas sob pressão e que ele foi ameaçado com a pena de morte. É admitido que Ray era um ladrão e assaltante, mas é alegado que ele não tinha histórico de crimes com arma de fogo. Entretanto, registros de prisão em diferentes cidades dos EUA mostram que ele foi encarcerado em várias ocasiões por roubos com armas de fogo. Em uma entrevista para CNN em 2008, Jerry Ray, o irmão caçula de James Earl Ray, disse que James era esperto e conseguia fugir em assaltos a mão armada. Jerry contou que ele ajudou seu irmão em tais roubos: "Eu nunca estive com alguém tão corajoso quanto ele... Ele apenas andava por aí e apontava aquela arma contra quem aparecesse, era uma coisa rotineira".
Aqueles que suspeitam de uma conspiração no assassinato apontam para dois testes balísticos os quais provaram que um rifle similar a Remington modelo gamemaster foi usado como a arma do homicídio. Esses testes não indicaram que o exato tipo rifle de Ray foi usado. Testemunhas próximas a King no momento de sua morte dizem que o tiro veio de outra localização ao contrário da dita oficialmente. Eles disseram que veio de arbustos próximo ao motel, os quais tinham sido cortados nos dias antecedentes ao assassinato, e não da janela. Entretanto, impressões digitais de Ray foram encontradas em vários objetos (um rifle, um par de binóculos, objetos de roupa, um jornal) exatamente no banheiro onde foi determinado que o tiro veio. Ao examinar as impressões digitais do rifle de Ray, foi concluído que ao menos um tiro foi dado pela arma dele durante o homicídio.
Em 1997, o filho de King, Dexter Scott King, foi se encontrar com Ray e publicamente apoiou suas intenções de obter um novo julgamento.
Dois anos depois, a viúva de King Coretta Scott King e seus filhos ganharam um julgamento contra Loyd Jowers e "outros co-conspiradores". Jowers afirmou que ele recebeu US$ 100 mil para organizar o assassinato de King. O júri de seis brancos e seis negros chegaram ao veredito em favor da família King, concluindo que Jowers foi cúmplice em uma teoria da conspiração contra King e que o governo teria feito parte do assassinato.
Em 2000, o Departamento de Justiça dos Estados Unidos completou uma investigação sobre as alegações de Jowers e não achou evidências que dessem suporte a uma conspiração. O relatório da investigação desaconselhou nenhuma outra investigação mais profunda ao menos que novos fatos sólidos fossem encontrados. Uma irmã de Jowers admitiu que ele fabricou a história a fim de ele vender sua versão por US$ 300 mil, e que ela corroborou com a história na época para conseguir algum dinheiro.
Em 2002, o NYT noticiou que um pastor, Ronald Denton Wilson, alegou que seu pai, Henry Clay Wilson, e não James Earl Ray, assassinou King. Ele afirmou: "Não foi uma questão racista; ele pensou que Martin Luther King tinha laços com o comunismo, e ele queria tirá-lo do caminho". Wilson não forneceu evidências para suas alegações.
Os pesquisadores da vida de King David Garrow e Gerald Posner discordam das alegações do advogado William F. Pepper de que o governo matou King. Em 2003, Pepper publicou um livro sobre a investigação e julgamento de James Earl Ray, defendendo suas alegações e criticando outros relatos. O amigo e colega de King, James Bavel, igualmente não concorda que Ray agiu sozinho, afirmando: "Não há chance de um homem branco que valia 10 centavos planejar matar um homem negro que valia 10 milhões de dólares.

## Vigilância e coerção do governo

### Vigilância e escutas telefônicas do FBI
O diretor do FBI J. Edgar Hoover pessoalmente ordenou a vigilância de King, com a intenção de minar sua influência como líder dos direitos civis. A Comissão Church, uma investigação de 1975 pelo Congresso dos EUA, concluiu que "de dezembro de 1963 até a sua morte em 1968, Martin Luther King Jr. foi alvo de uma campanha intensiva do FBI para neutraliza-lo como um líder efetivo dos direitos civis".
No outono de 1963, o FBI recebeu autorização do procurador geral Robert F. Kennedy para colocar escutas telefônicas nas linhas de King, aparentemente por suas ligações com Stanley Levison. O presidente John F. Kennedy era informado pessoalmente sobre as escutas. Ele e seu irmão tentaram, sem sucesso, convencer King a se manter longe de Levison, um advogado nova-iorquino que tinha se envolvido com o Partido Comunista dos Estados Unidos. Embora Robert Kennedy tenha dado a aprovação de grampear as escutas de King apenas "por um mês ou algo por volta disso", Hoover estendeu a operação a fim de que seus homens fossem destemidos em encontrar evidências em áreas da vida de King que eles consideravam que valia a pena investigar.
O governo colocou escutas telefônicas tanto nas residências quanto nos escritórios de Levison e King, e seguiram cada passo que faziam pelos EUA. Em 1967, Hoover incluiu a SCLC como um grupo nacionalista negro de ódio, dando as instruções: "Nenhuma oportunidade deve ser perdida para explorar as técnicas de contrainteligência na questão dos conflitos organizacionais e pessoais dos líderes dos grupos... Para garantir que o grupo alvo seja corrompido, ridicularizado ou desacreditado".

### Vigilância da NSA
Em uma operação secreta denominada "Minaret", a Agência de Segurança Nacional (NSA) monitorou os meios de comunicação de líderes estadunidenses críticos da participação dos EUA na Guerra do Vietnã, incluindo King. Uma análise conduzida pela própria NSA concluiu que a Operação Minaret foi "disruptiva e até mesmo ilegal".

### Alegações de comunismo
Por anos, Hoover suspeitou de possíveis influências comunistas em movimentos sociais como a dos direitos civis e do direito dos trabalhadores nos EUA. Em 1957, Hoover ordenou ao FBI espionar King, e depois a SCLC quando ela foi fundada.
Por causa da relação entre King e Stanley Levison, o FBI temeu que ele estava se tornando um "agente de influência" sobre King, apesar dos próprios relatórios de 1963 que mostravam que Levison tinha deixado o Partido Comunista e não era mais afiliado em negócios relacionado aos seus membros. Outro próximo de King, Jack O'Dell, também foi ligado ao Partido ao jurar testemunho perante ao Comitê de Atividades Antiamericanas (HUAC).
Apesar da toda a intensa vigilância feita a respeito, em 1976 o FBI reconheceu que não obteve qualquer evidência que o próprio King ou a SCLC estavam envolvidos com quaisquer organizações comunistas.
Da sua parte, King negava veementemente ter laços comunistas. Em 1965, em uma entrevista para a Playboy, ele afirmou que "existem tantos comunistas nesse movimento de liberdade quanto há esquimós na Flórida". Ele argumentou que Hoover estava "seguindo a vontade dos poderosos políticos do sul" e que a preocupação dele de uma infiltração comunista no movimento dos direitos civis significava uma "ajuda lasciva as alegações dos racistas do sul e de movimentos da extrema-direita". Contudo Hoover não acreditou na fala de inocência King e respondeu dizendo que ele era "o mentiroso mais notório do país". Após seu discurso "Eu Tenho um Sonho" em 28 de agosto de 1963 em Washington, o FBI classificou King como "o mais perigoso e efetivo líder negro no país". Foi alegado que ele estava "consciente e regularmente cooperando de boa vontade com os comunistas".
As tentativas de provar que King era um comunista estava relacionado ao sentimento de muitos segregacionistas de que os negros no Sul estavam contentes com o status quo, mas foram ideologicamente sequestrados pelo "comunistas" e "agitadores externos". No contexto de fato, os movimentos dos direitos civis dos negros na década de 50 e 60 surgiu do ativismo dentro da comunidade negra antes mesmo da Primeira Guerra Mundial. King disse que "a revolução dos negros é uma revolução genuína, nascido do mesmo berço que produziu todos os movimentos de massa, o mesmo berço das condições intoleráveis e insustentáveis".

### Vigilância da CIA
Arquivos da CIA levados a público em 2017 revelaram que a agência estava investigando possíveis laços entre King e o comunismo depois de um artigo do The Washington Post de 4 de novembro de 1964 que dizia que ele chegou a ser convidado pela União Soviética e que Ralph Abernathy, um porta-voz de King, negou comentar a fonte da matéria. Correspondências de King e de outros líderes civis foram interceptadas pelo programa da CIA chamado HTLINGUAL.

### Adultério
O FBI tinha concluído que King era perigoso por causa de uma possível infiltração comunista, então tentativas em desacreditar King começaram a partir de revelações de sua vida pessoal. Nos inquéritos de vigilância do FBI sobre King, algumas delas tornadas públicas, é mostrado como ocorreu tentativas em demonstrar que ele teve vários casos extraconjugais. Lyndon B. Johnson chegou a dizer que King era um "pregador hipócrita".
Em sua autobiografia de 1989, And the Walls Came Tumbling Down, Ralph Abernathy afirmou que King tinha uma "fraqueza por mulheres", embora "todos eles acreditassem na proibição bíblica do sexo fora do casamento. Era apenas que ele tinha uma dificuldade particular com essa tentação". Em uma entrevista posterior, Abernathy disse que ele apenas escreveu o termo "mulherengo" e que ele não especificou ter dito que King teria tido sexo extraconjugal e que as infidelidades do líder civil foram na verdade emocionais do que sexuais.
Abernathy criticou a mídia por ser sensacionalista em relação ao que ele escreveu sobre os casos de King, como a alegação que ele teria admitido em seu livro que King teve um caso sexual na noite anterior ao seu assassinato. Em suas palavras originais, Abernathy disse que ele viu King saindo de seu quarto com uma mulher quando ele acordou no outro dia e depois diria que "King talvez estivesse tentando convencer ela para que a mulher se juntasse no movimento civil, eu não sei".
Em seu livro de 1986, Bearing the Cross, David Garrow escreveu sobre vários casos extraconjugais de King, incluindo uma mulher que ele se relacionava diariamente. De acordo com Garrow: "aquela relação... cada vez mais se tornou o elemento emocional central da vida de King, mas não eliminou os outros casos acidentais... durante as viagens dele". Ele alegou que King justificava seus casos extraconjugais como "uma forma de reduzir a ansiedade". Garrow afirmou que a suposta promiscuidade de King causava nele "uma culpa pesada e dolorosa". A esposa de King, Coretta, aparentemente aceitou suas relações com equanimidade, dizendo uma vez que "todos os outros negócios apenas não têm lugar na grande relação que nós desfrutamos". Logo após Bearing the Cross ser lançado, o autor de direitos civis Howell Raines deu uma avaliação positiva para o livro mas opinou que as alegações de Garrow sobre a vida sexual de King eram "sensacionalistas" e afirmou que Garrow estava "empilhando fatos ao invés de analisá-los".

A carta enviada anonimamente pelo FBI para King que o coagiria ao suicídio

O FBI distribuiu relatórios de tais supostos casos para repórteres simpatizantes, potenciais parceiros aliados e arrecadadores de fundos da SCLC, e para a família de King. A agência também mandou cartas anônimas para King ameaçando revelar essas informações se ele não terminasse com sua militância nos direitos civis. Uma delas, enviada um pouco antes dele receber o Prêmio Nobel, coagiria ele a cometer suicídio e têm como trecho:
Os cidadãos da América, as organizações religiosas que têm o ajudado—Protestantes, Católicos e os Judeus, vão saber que você é uma pessoa maligna. E assim será também com aqueles que têm o apoiado. Você já era. King, só lhe resta uma opção. Você sabe qual é. Você tem apenas 34 dias para fazer isso (este número foi exatamente escolhido por uma razão especifica, e tem um significado prático). Você já era. Existe apenas uma forma de saída para você. É melhor você tomá-la antes que seu 'eu' sujo e fraudulento seja exposto para a nação.
A carta veio acompanhada por uma fita gravada com trechos de supostos casos extraconjugais de King. King interpretou essa remessa como uma tentativa de incentivá-lo ao suicídio, embora William Sullivan, líder da Divisão de Inteligência Doméstica da época, argumentou que pode ser vista como apenas uma tentativa de "convencer King a abandonar sua posição da SCLC". King não cedeu as ameaças do FBI.
Em 1977, o juiz John Lewis Smith Jr. ordenou que todas as cópias das fitas de áudio e transcrições resultantes da vigilância do FBI sobre King entre 1963 e 1968 sejam mantidas nos Arquivos Nacionais e Administração de Documentos e vedadas ao acesso público até 2027.
Em maio de 2019, arquivos do FBI revelados indicariam que King "olhou, riu e ofereceu conselhos" enquanto um dos seus amigos estuprava uma mulher. Seu biógrafo, David Garrow, escreveu que tal episódio "poderia sugerir... que ele ou tolerava ativamente ou pessoalmente fazia violência contra as mulheres, mesmo que bêbado, e isso acarretaria em um desafio fundamental para sua posição histórica e é necessário uma análise extensiva e completa sobre o caso". Essas alegações levantaram calorosos debates entre os historiadores. Clayborne Carson, biógrafo de Martin Luther King e supervisor dos arquivos das gravações na Universidade de Stanford, afirma que chegou na conclusão oposta de Garrow e diz que "nada disso é novo. Garrow está falando de um sumário recentemente adicionado a uma transcrição de 1964 do Hotel Willard em que outros, incluindo o próprio King, disseram que não escutaram a voz de Martin nele. O sumário adicionado foi posteriormente removido da gravação. Esta suposta informação nova vêm de uma fonte anônima em um único parágrafo do relatório do FBI. É necessário perguntar como alguém poderia concluir que King presenciou um estupro de uma gravação de um quarto em que ele nem estava presente". Carson baseia sua posição nas memórias de Coretta Scott King onde ela afirma: "eu rodei a gravação de bobina a bobina e escutei. Eu vi os relatórios dizendo sobre as atividades obscenas do meu marido mas novamente, nada há nada incriminatório na fita. Era um evento social com pessoas rindo e dizendo piadinhas de humor duvidoso. Mas não escutei a voz de Martin nela, e não há nada sobre sexo ou qualquer coisa a respeito que ecoe as mentiras que J. Edgar e o FBI espalharam". As fitas que podem confirmar ou refutar as alegações estão programadas para serem liberadas para o público em 2027.

## Vida pessoal
King casou-se com Coretta Scott em 18 de junho de 1953, no jardim dos pais dela em sua cidade natal Heiberger, Alabama. Ele tiveram quatro filhos: Yolanda King (1955–2007), Martin Luther King III (1957–), Dexter Scott King (1961–) e Bernice King (1963–). Durante o casamento, King limitou o papel de Coretta na luta pelos direitos civis, esperando que ela fosse somente uma dona de casa e mãe.

## Prêmios e reconhecimentos

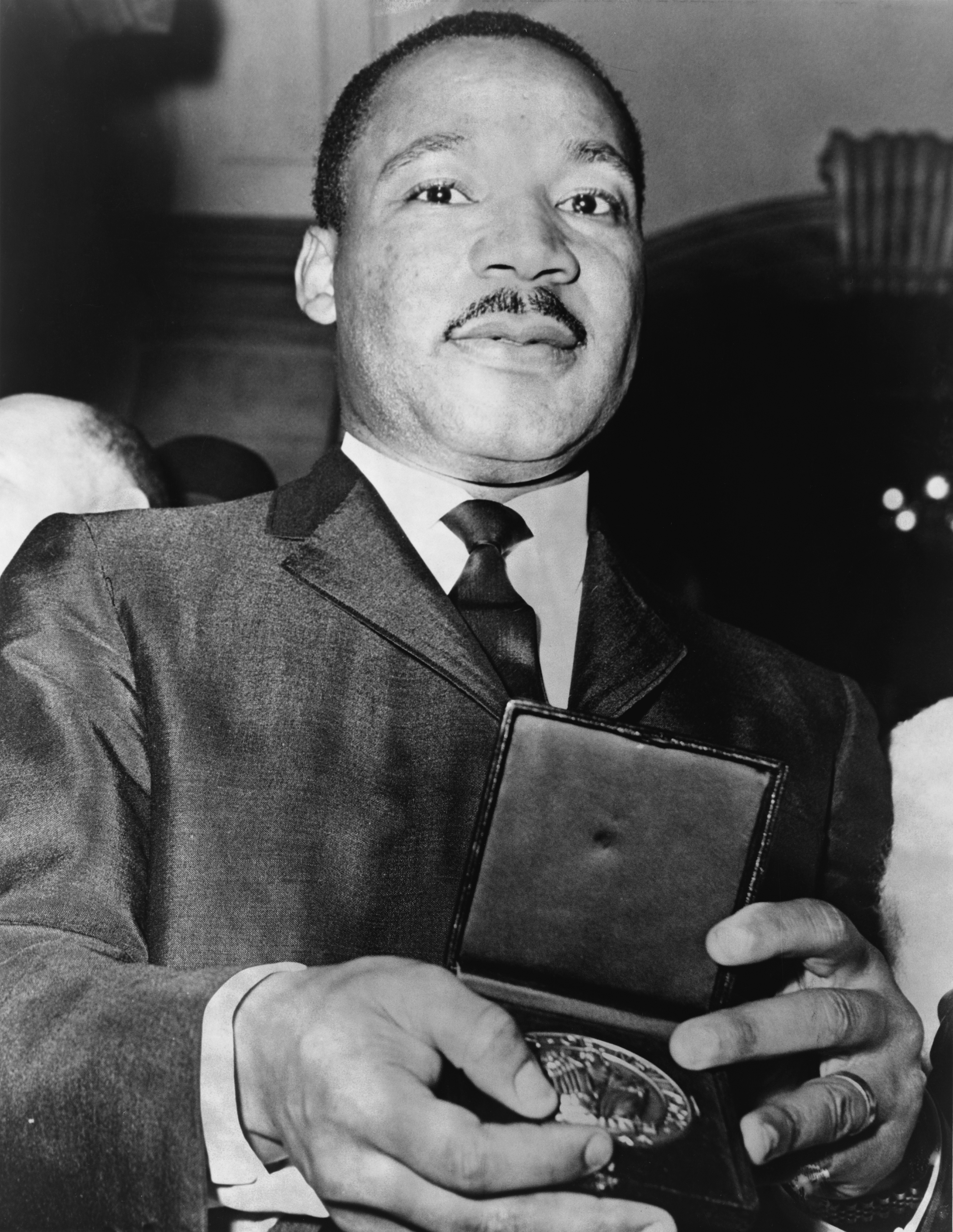
King mostrando sua medalha, a qual ele recebeu do prefeito Robert F. Wagner Jr

King foi premiado com ao menos cinquenta graus honorários de diferentes colégios e universidades. Em 14 de outubro de 1964, King tornou-se (na época) o mais jovem ganhador do Prêmio Nobel da Paz, o qual foi dado a ele por causa de papel na liderança da resistência não violenta contra o racismo nos EUA. Em 1965, ele foi galardoado com o American Liberties Medallion pelo American Jewish Committee por seu "avanços excepcionais nos princípios da liberdade humana". Ao aceitar, King observou: "Liberdade é uma coisa só. Ou você tem ela por completo ou não é livre".
Em 1957, ele foi premiado com a Medalha Spingarn pela NAACP. Dois anos depois, ele ganhou o Prêmio Anisfield-Wolf por seu livro Stride Toward Freedom: The Montgomery Story. Em 1966, a Planned Parenthood Federation of America premiou King com o Prêmio Margaret Sanger por "sua corajosa resistência ao ódio e sua longa dedicação para o avanço da justiça social e dignidade humana". Também em 1966, King foi eleito membro da Academia de Artes e Ciências dos Estados Unidos. Em novembro de 1967, ele fez uma viagem de um dia pelo Reino Unido para receber prêmios honorários da Universidade de Newcastle, sendo o primeiro afro-americano em receber tal honra por esta universidade. Em um discurso improvisado ao receber o prêmio, King disse:
Há três grandes e urgentes problemas que temos que enfrentar não apenas nos Estados Unidos mas em todo mundo hoje. São os problemas do racismo, da pobreza e da guerra.
Em 1968, Coretta Scott King fundou a Centro Martin Luther King Jr. para mudanças sociais não violentas.
Além de ter sido indicado para três Prêmios Grammy, o líder civil ganhou postumamente o Prêmio de Melhor Discurso por sua fala "Por que me oponho à guerra no Vietnã".
Em 1977, a Medalha Presidencial da Liberdade foi postumamente dada a King por Jimmy Carter. Ele justificou:
Martin Luther King Jr. foi o porta voz de sua geração. Ele viu-se diante da grande parede da segregação e percebeu que o poder do amor poderia levar a sua queda. Da luta e exaustão para cumprir as promessas de nossos pais fundadores ajudando os cidadãos mais humildes, ele fez sua declaração eloquente sobre seu sonho para os EUA. Ele fez nossa nação mais forte porque ele a tornou melhor. Seu sonho ainda nos sustenta.
King e sua esposa também foram premiados com a Medalha de Ouro do Congresso em 2004.
King foi considerado a segunda pessoa mais admirada do século XX pela lista Gallup. Em 1963, ele foi nomeado pela revista Time com a pessoa do ano e, em 2000, ele ficou em sexto lugar como "Pessoa do Século" em uma votação pela mesma revista. King ficou em terceiro lugar como o maior cidadão da história dos EUA em um concurso feito pelo Discovery Channel e o AOL.

### Doutorados honoris causa
Ele recebeu vários Doutorados honoris causa.
- 1957: Doutor em Letras Humanas, Morehouse College; Doutor em Direito, Universidade Howard; Doutor em Divindade, Seminário Teológico de Chicago
- 1958: Doutor em Direito, Morgan State College; Doutor em Humanidades, Central State College
- 1959: Doutor em Divindade, Universidade de Boston
- 1961: Doutor em Direito, Universidade Lincoln (Pensilvânia); Doutor em Direito, Universidade de Bridgeport
- 1962: Doutor em Direito, Bard College
- 1963: Doutor em Letras, Keuka College
- 1964: Doutor em Divindade, Wesleyan College; Doutor em Direito, Seminário Teológico Judaico; Doutor em Direito, Universidade Yale; Doutor em Divindade, Springfield College
- 1965: Doutor em Direito, Universidade Hofstra; Doutor em Letras Humanas, Oberlin College; Doutor em Ciências Sociais, Universidade Livre de Amsterdã; Doutor em Divindade, St. Peter's College
- 1967: Doutor em Direito, Universidade de New Castle Upon Tyne; Doutor em Direito, Grinnell College

### Nota de cinco dólares
Em 20 de abril de 2016, o Secretário do Tesouro dos Estados Unidos Jack Lew disse que as notas de 5, 10 e 20 dólares sofreriam um redesign em 2020. Lew disse que Liconln continuaria na frente da nota de 5 dólares, mas o reverso teria um redesign diferente retratando vários eventos históricos que ocorreram no Lincoln Memorial. Entre os elementos desse novo design estão imagens do discurso de King "Eu Tenho um Sonho" e a apresentação de ópera de 1939 da cantora Marian Anderson.